# Фауна Колумбии

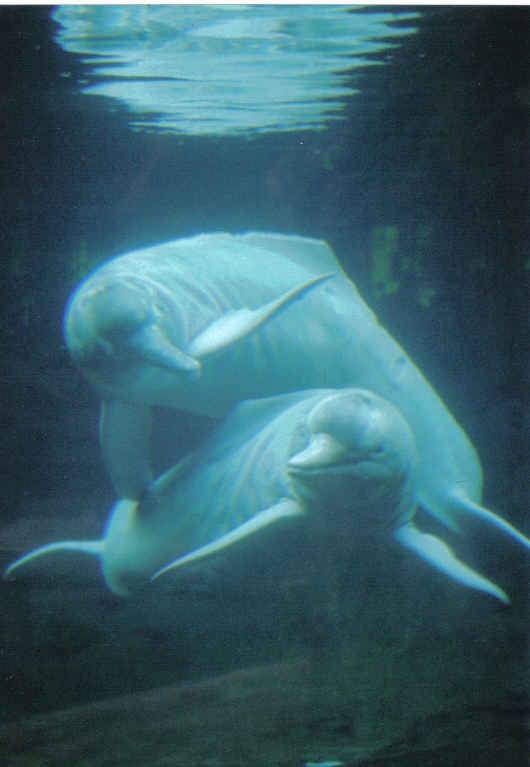
Амазонский дельфин

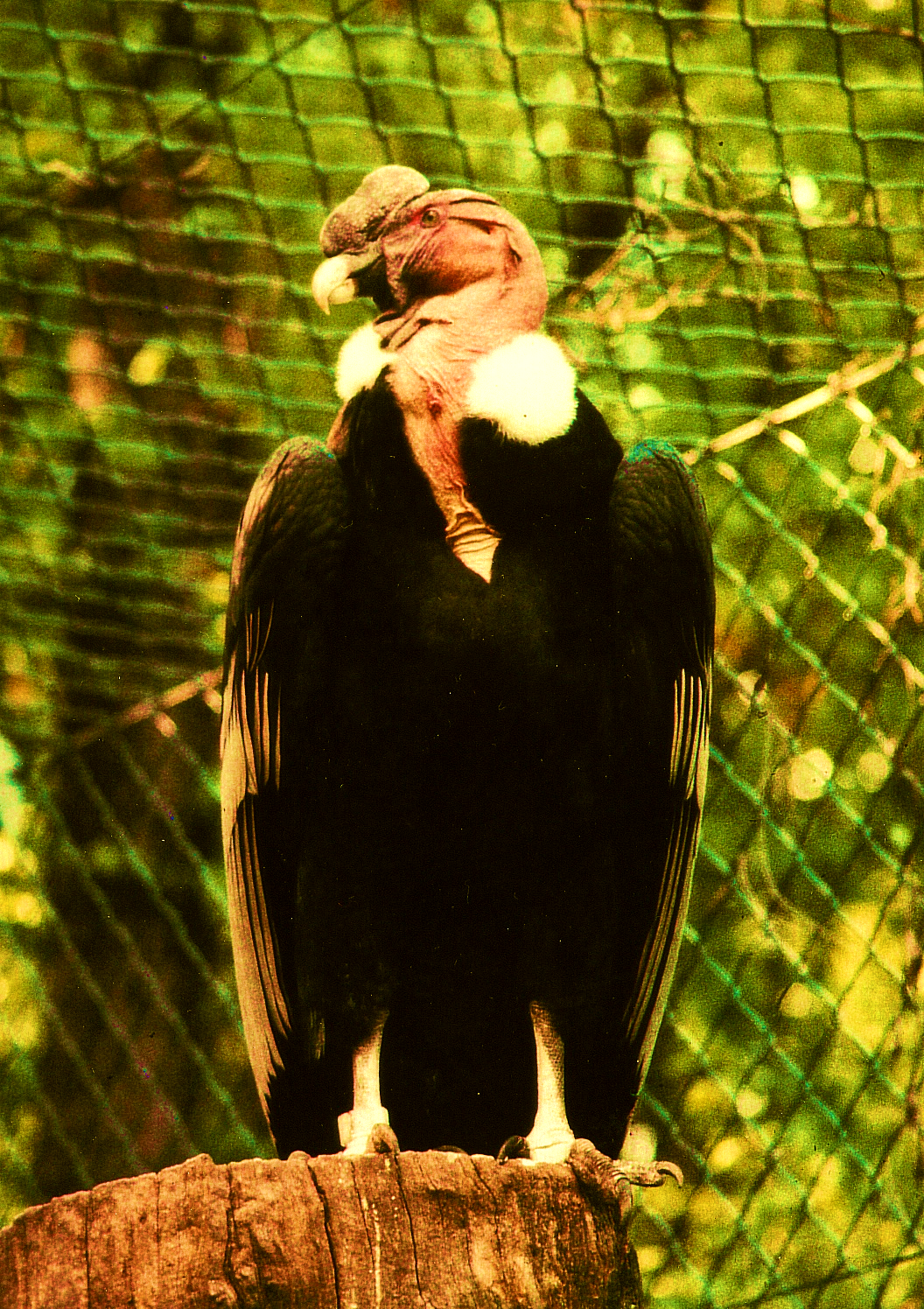
Андский кондор — национальный символ Колумбии

Фауна Колумбии представлена многочисленными таксономическими группами, что обусловлено богатством климатических условий и разнообразного рельефа. В Колумбии находится 44,25 % южно-американских холодных высокогорий, и при этом, является одной из стран с довольно большими влажными регионами и со множеством рек, протекающих во всех направлениях.
Колумбия занимает третье место в мире по наличию проживающих видов животных и второе место по количеству видов птиц (1750 ед.; 19,40 %), после Перу. Колумбийское правительство считает свою страну первой, потому что они определили 1815 видов зарегистрированных птиц. Это равняется 19 % видов в мире и 60 % видов в Южной Америке.
Национальная птица Колумбии — Андский кондор, он изображён на гербе Колумбии.
В Колумбии 1200 видов морских рыб и приблизительно 1600 пресноводных видов. Колумбия — вторая в мире по разнообразию видов бабочек: 3000 семей и 14 видов и более 250000 разновидностей жесткокрылых. Колумбия первая по количеству видов амфибий — 15 %; также 30 % видов черепах и 25 % видов крокодилов, а кроме того — 222 вида змей.
Есть 30 видов приматов. Это число видов ставит Колумбию на пятом месте мире по видовому разнообразии приматов. Водится 456 известных науке видов млекопитающих, что ставит Колумбию на четвёртое месте во всем мире по их разнообразию.

## Птицы

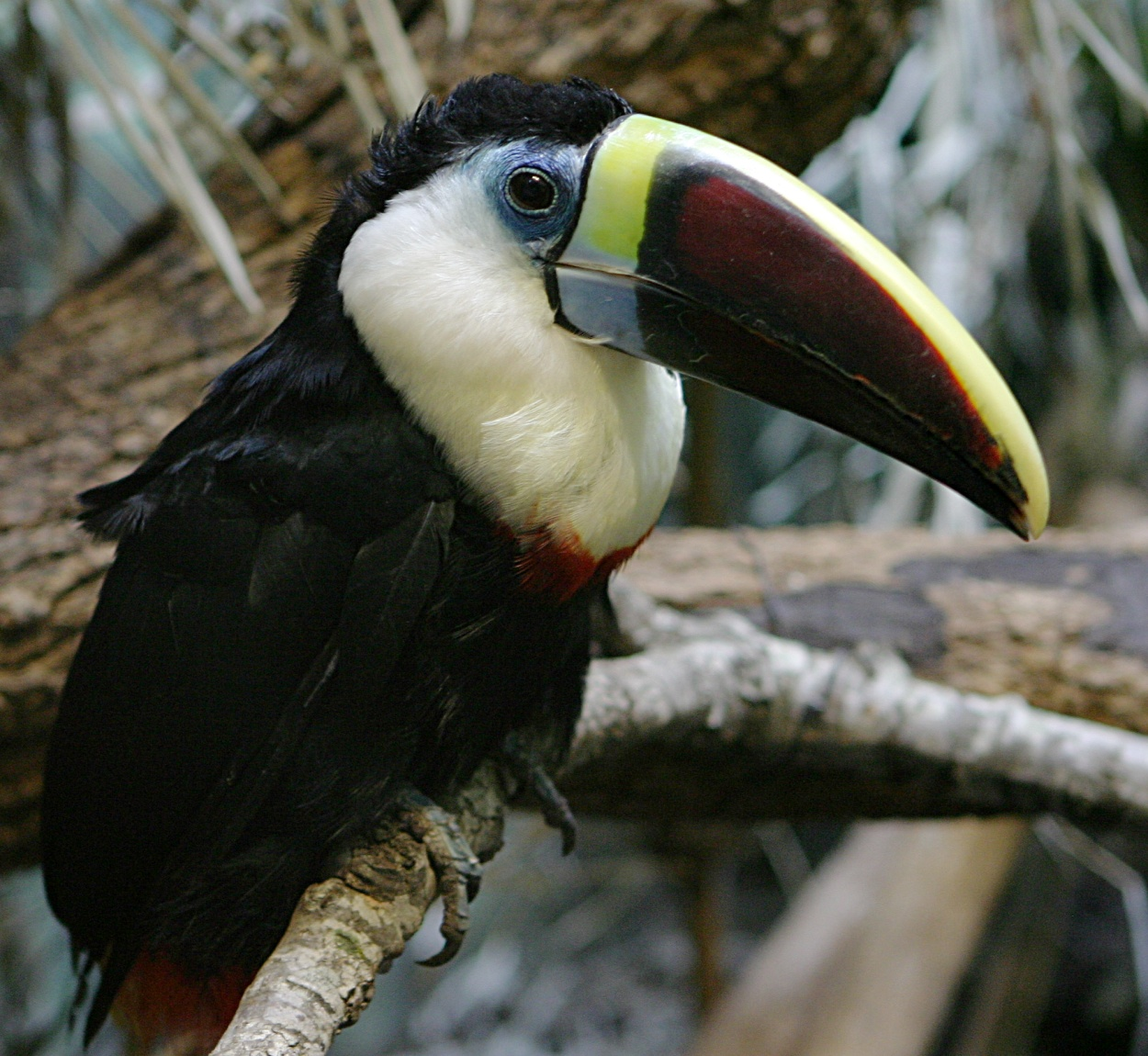
Белогрудый тукан (Ramphastos tucanus)

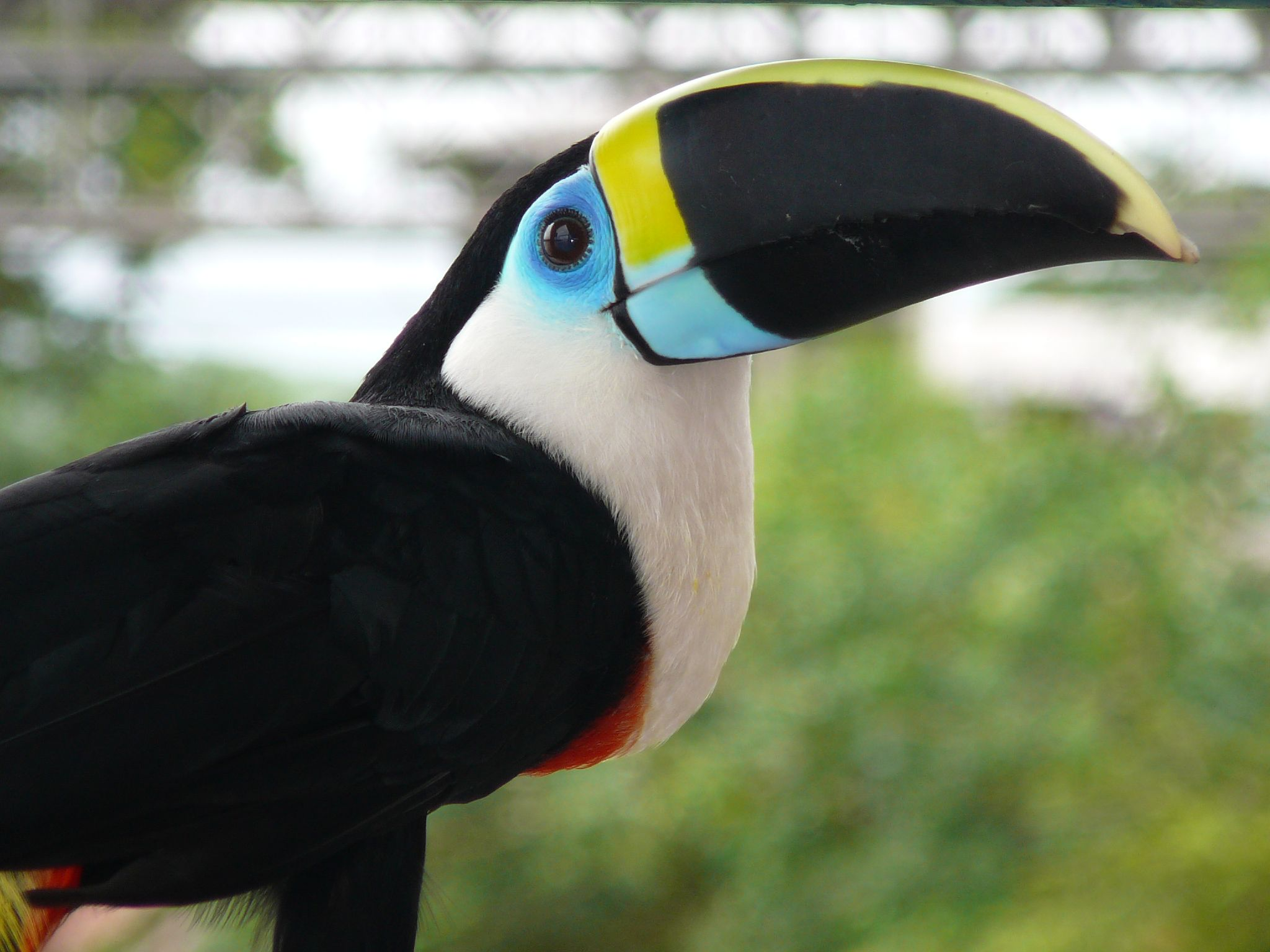
Тукан-ариель (Ramphastos vitellinus)

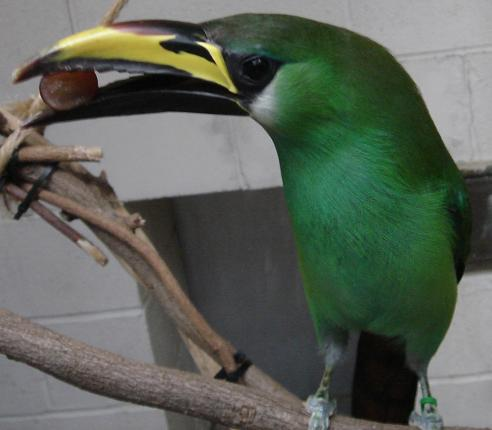
Изумрудный туканет (Aulacorhynchus prasinus)

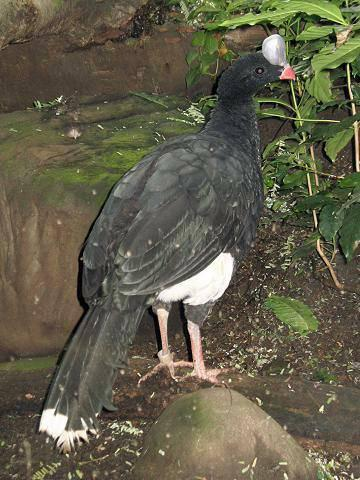
Шлемоносый кракс (Pauxi pauxi)

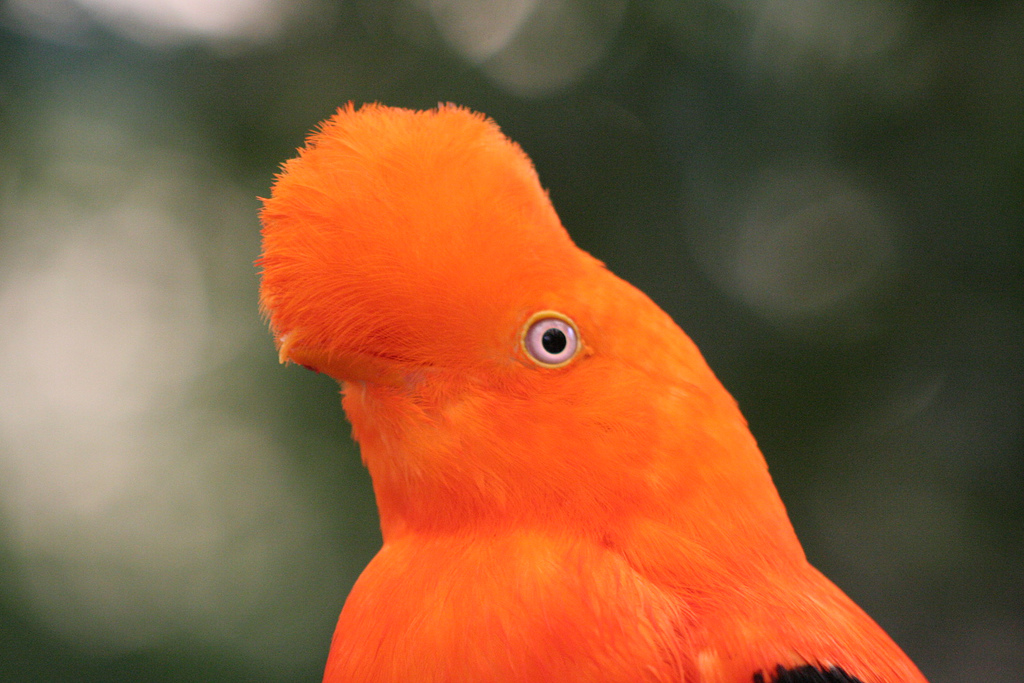
Андский скальный петушок (Rupicola peruviana)

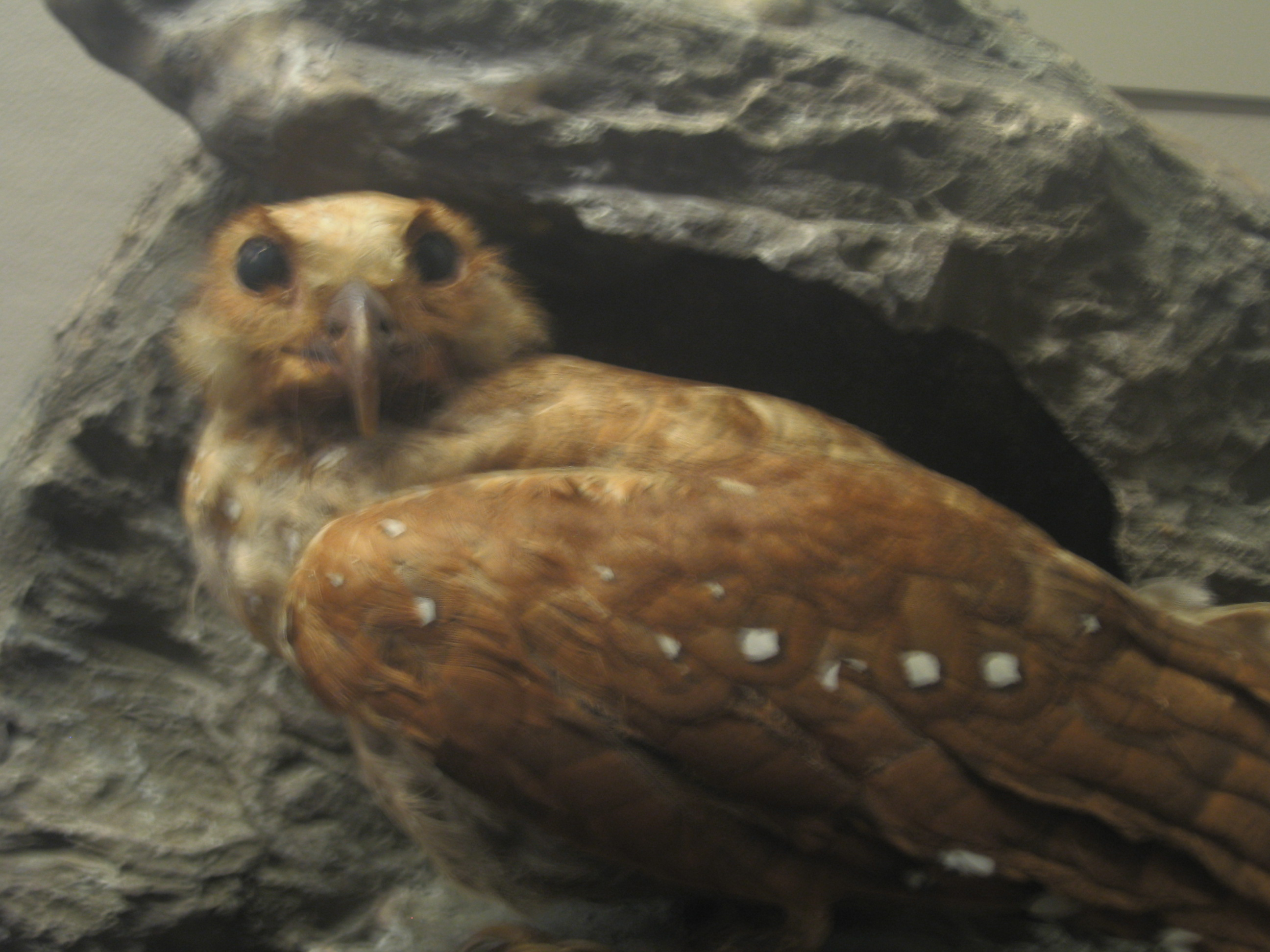
Гуахаро (Steatornis caripensis)

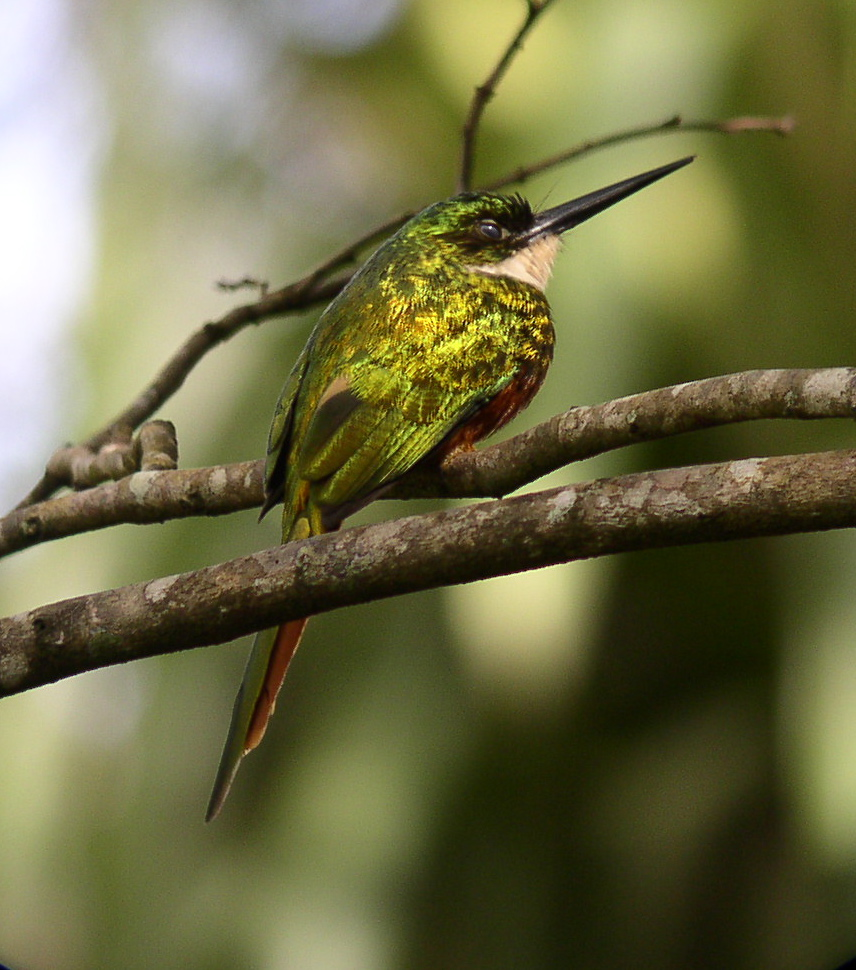
Краснохвостая якамара (Galbula ruficauda)

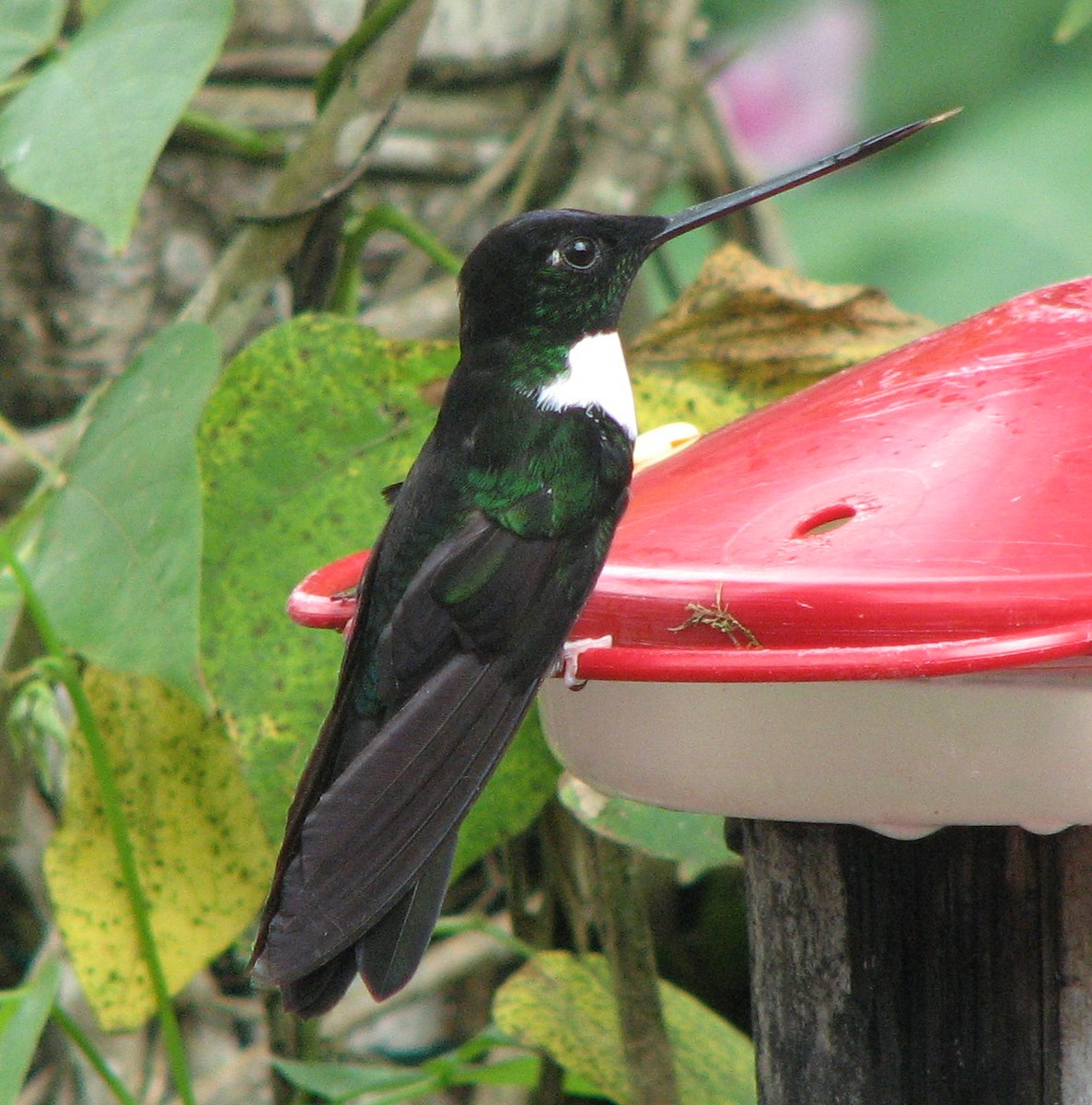
Ощейниковый инка (Coeligena torquata)

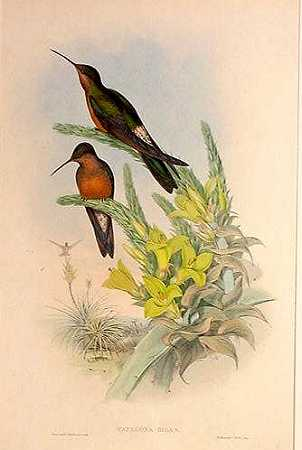
Исполинский колибри (Patagona gigas)

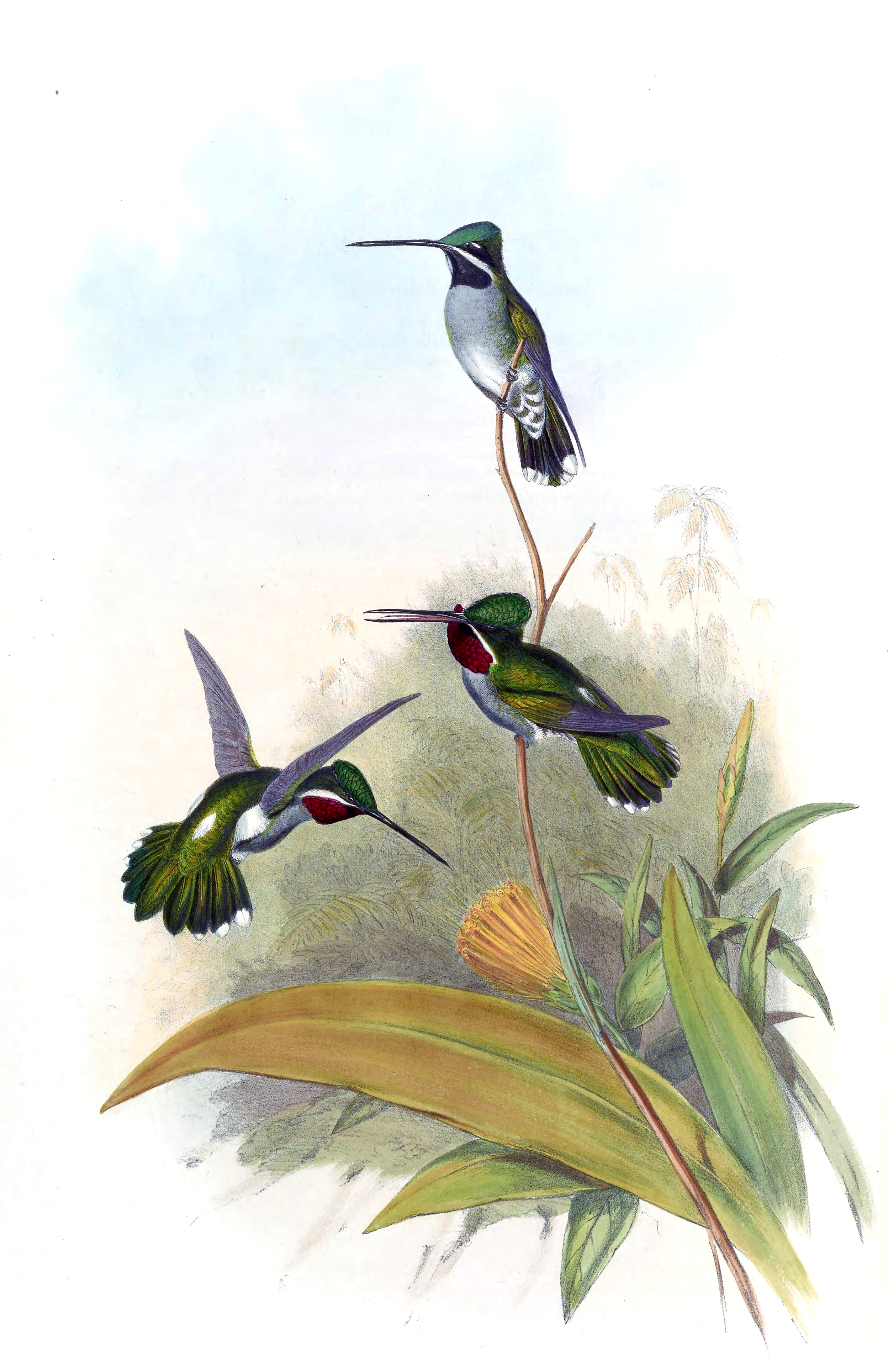
Heliomaster longirostris

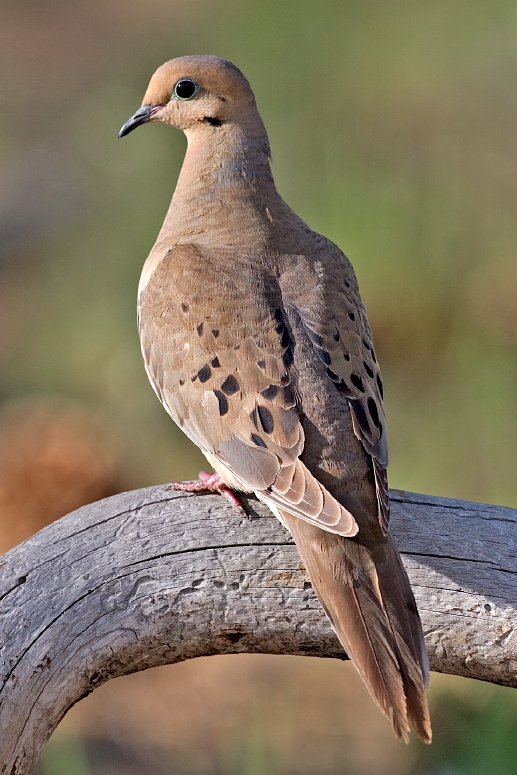
Плачущая горлица (Zenaida macroura)

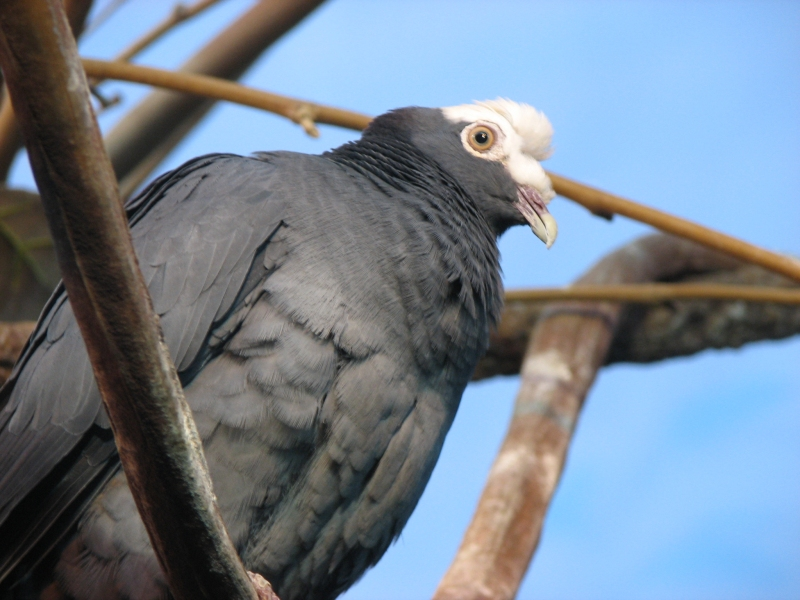
Patagioenas leucocephala

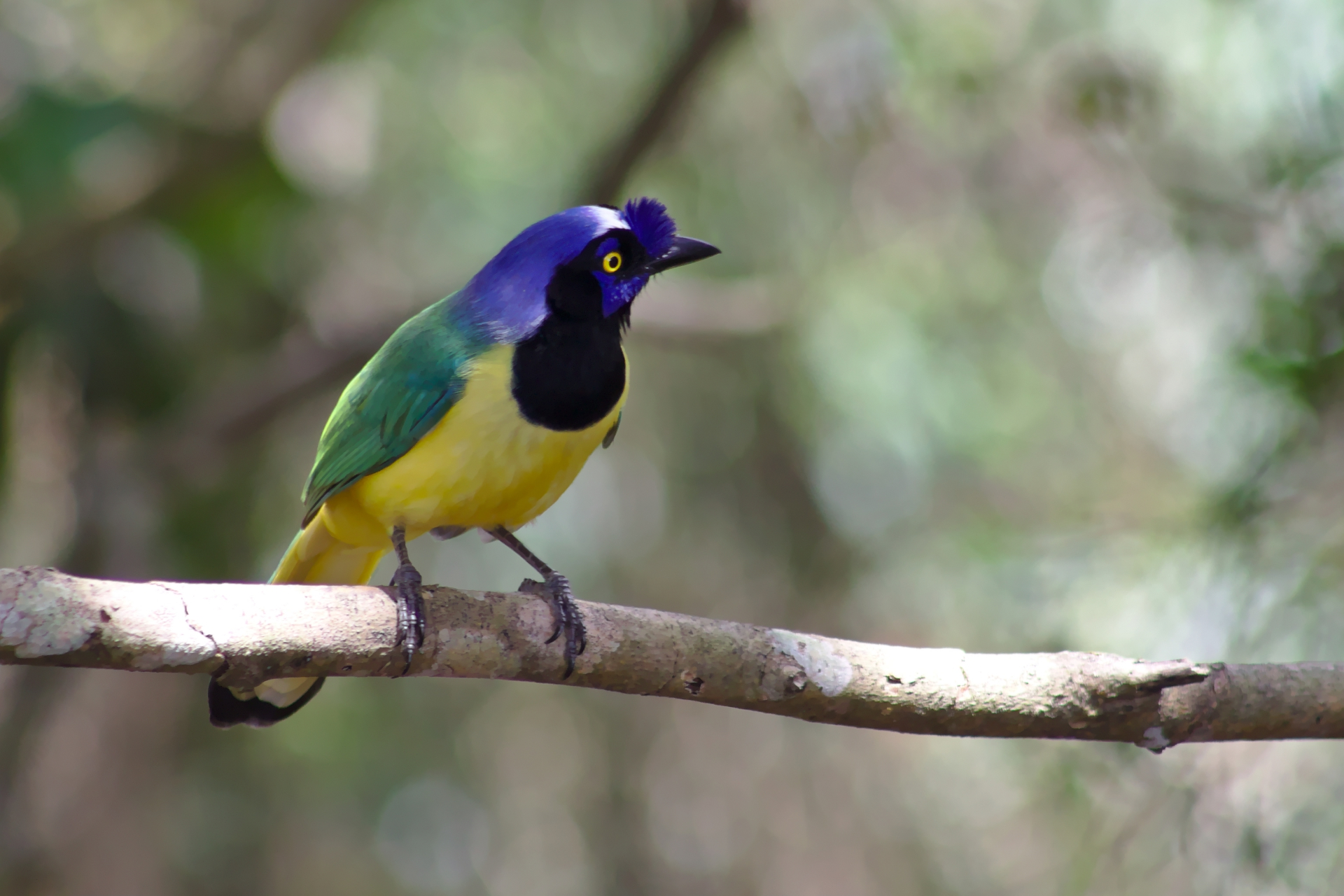
Перуанская разноцветная сойка (Cyanocorax yncas)

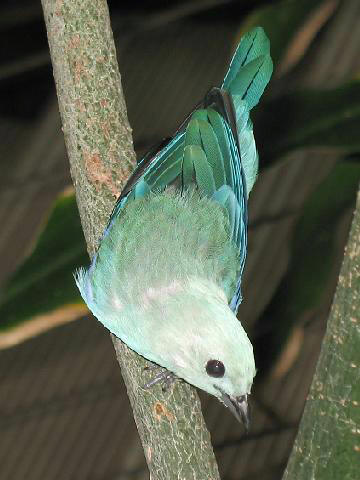
Голубая танагра (Thraupis episcopus)

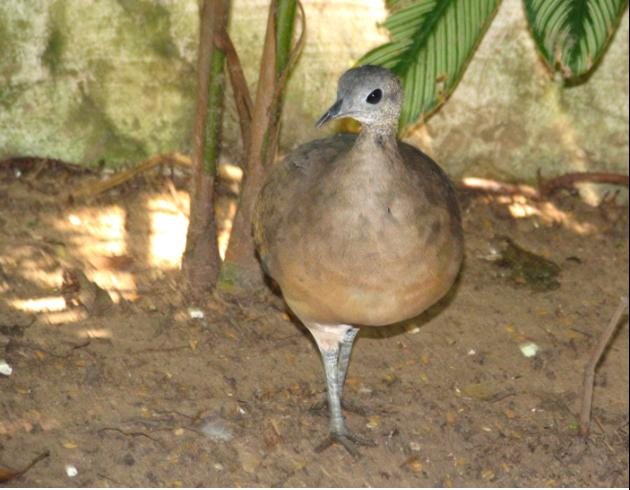
Белогорлый тинаму (Tinamus guttatus)

- Adelomyia melanogenys
- Aglaiocercus coelestis
- Amazilia cyanifrons
- Amazilia edward
- Amazilia franciae
- Amazilia fimbriata
- Amazilia saucerrottei
- Amazilia tzacatl
- Amazilia versicolor
- Amazilia viridigaster
- Amazona farinosa
- Anhima cornuta
- Anisognathus melanogenys
- Anthracothorax prevostii
- Ara macao
- Arremon aurantiirostris
- Atlapetes albofrenatus
- Atlapetes fuscoolivaceus
- Atlapetes melanocephalus
- Attila cinnamomeus
- Basileuterus basilicus
- Basileuterus signatus
- Bangsia melanochlamys
- Baryphthengus martii,
- Boissonneaua flavescens
- Boissonneaua jardini
- Bolborhynchus ferrugineifrons
- Brachygalba goeringi
- Bucco capensis
- Bucco noanamae
- Buteogallus anthracinus
- Cacicus haemorrhous
- Cacicus uropygialis
- Carduelis cucullata
- Carduelis xanthogastra
- Cercomacra parkeri
- Cephalopterus penduliger
- Chaetura brachyura
- Chaetura meridionalis
- Chamaeza ruficauda
- Chauna chavaria
- Chelidoptera tenebrosa
- Chiroxiphia lanceolata
- Chiroxiphia pareola
- Chordeiles acutipennis
- Chloroceryle aenea
- Chlorochrysa nitidissima
- Chlorostilbon mellisugus
- Chlorostilbon notatus
- Chlorothraupis carmioli
- Chrysolampis mosquitus
- Cistothorus apolinari
- Cnemotriccus fuscatus
- Cranioleuca hellmayri
- Coeligena wilsoni
- Columbina passerina
- Contopus sordidulus
- Crax rubra
- Crotophaga sulcirostris
- Cyanerpes caeruleus
- Cyanocorax yncas
- Damophila julie
- Diglossa gloriosissima
- Discosura conversii
- Donacobius atricapilla
- Dubusia taeniata
- Dumetella carolinensis
- Empidonax virescens
- Epinecrophylla fulviventris
- Eriocnemis
- Eriocnemis isabellae
- Eriocnemis mirabilis
- Euphonia xanthogaster
- Eutoxeres aquila
- Eutoxeres condamini
- Florisuga mellivora
- Formicarius analis
- Forpus passerinus
- Galbula albirostris
- Galbula dea
- Galbula galbula
- Galbula leucogastra
- Galbula ruficauda
- Geranoaetus melanoleucus
- Glaucis aenea
- Glaucis hirsuta
- Grallaria bangsi
- Grallaria kaestneri
- Grallaria milleri
- Habia cristata
- Habia gutturalis
- Halocyptena microsoma
- Harpia harpyja
- Heliangelus mavors
- Heliangelus strophianus
- Heliodoxa imperatrix
- Heliodoxa rubinoides
- Heliomaster furcifer
- Heliomaster longirostris,
- Heliothryx barroti
- Herpetotheres cachinnans
- Hylophylax naevioides
- Hypnelus ruficollis
- Hypopyrrhus pyrohypogaster
- Icterus galbula
- Icterus nigrogularis
- Icterus spurius
- Lathrotriccus euleri
- Leptotila rufaxilla
- Leptotila verreauxi
- Leucopternis melanops
- Lipaugus weberi
- Lophornis chalybeus
- Lophornis stictolophus
- Macroagelaius subalaris
- Melanerpes pulcher
- Metallura tyrianthina
- Mimus gilvus
- Molothrus aeneus
- Momotus momota
- Morphnus guianensis
- Myiarchus apicalis
- Myiarchus crinitus
- Myiodynastes luteiventris
- Myiopagis flavivertex
- Myiopagis gaimardii
- Myiotheretes pernix
- Myrmotherula axillaris
- Nonnula brunnea
- Nonnula rubecula
- Notharchus hyperrhynchus
- Oceanodroma melania
- Ocreatus underwoodii
- Ognorhynchus icterotis
- Onychorhynchus
- Ortalis motmot
- Ortalis ruficauda
- Paroaria gularis
- Patagioenas fasciata
- Patagioenas nigrirostris
- Patagioenas subvinacea
- Patagona gigas
- Pauxi pauxi
- Pipra filicauda
- Pipreola jucunda
- Piranga olivacea
- Pitangus sulphuratus
- Pithys albifrons
- Phaethornis augusti
- Phaethornis longirostris
- Phaethornis malaris
- Phaethornis griseogularis
- Phaethornis guy
- Phaethornis ruber
- Phaethornis striigularis
- Phaethornis syrmatophorus
- Phaethornis yaruqui
- Pharomachrus auriceps
- Pharomachrus fulgidus
- Pheugopedius rutilus
- Phlegopsis barringeri
- Phylloscartes lanyoni
- Popelairia popelairii
- Procnias averano
- Psarocolius cassini
- Pyrrhura calliptera
- Pyrrhura viridicata
- Rallus longirostris
- Rallus semiplumbeus
- Ramphastos ambiguus
- Ramphastos brevis
- Ramphastos swainsonii
- Rupicola peruviana
- Rupicola rupicola
- Sayornis nigricans
- Scytalopus latrans
- Scytalopus sanctaemartae
- Setophaga ruticilla
- Spiza americana
- Sporophila corvina
- Steatornis caripensis
- Synallaxis fuscorufa
- Synallaxis subpudica
- Tachycineta bicolor
- Tachyphonus luctuosus
- Tachyphonus surinamus
- Tangara chilensis
- Tangara mexicana
- Terenotriccus erythrurus
- Thamnophilus nigrocinereus
- Thamnophilus punctatus
- Theristicus caudatus
- Thraupis episcopus
- Threnetes leucurus
- Threnetes ruckeri
- Thryothorus nicefori
- Troglodytes monticola
- Trogon collaris
- Vireo masteri
- Xipholena punicea
- Zebrilus undulatus
- Zenaida macroura

## Млекопитающие
В Колумбии обитает 426 видов млекопитающих. Около 22 % находится на грани вымирания.
В Колумбии наибольшее количество наземных млекопитающих, среди прочих такие:

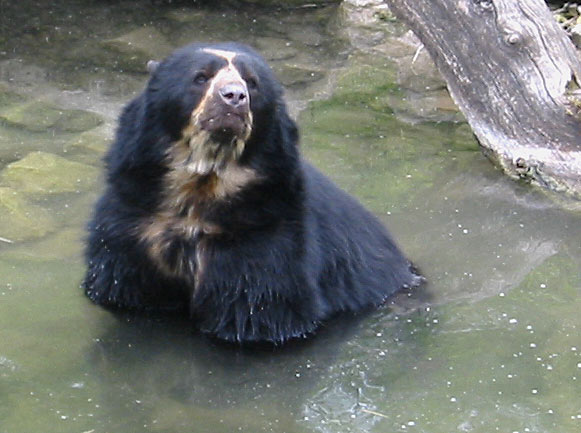
Очковый медведь
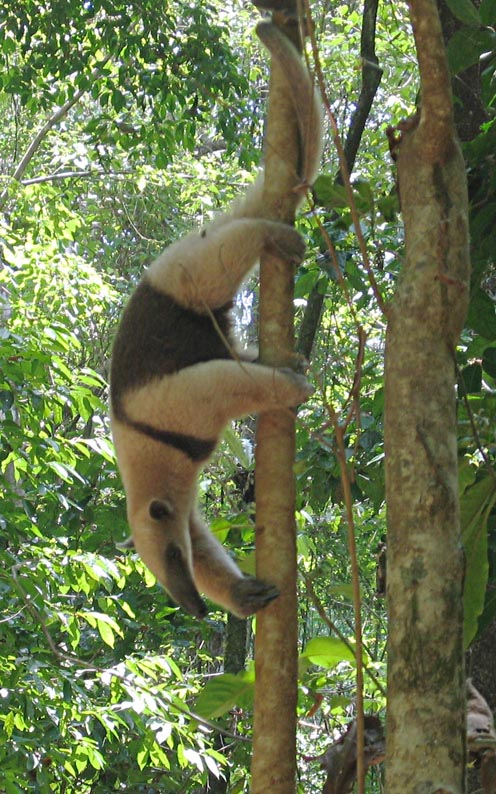
Мексиканский тамандуа
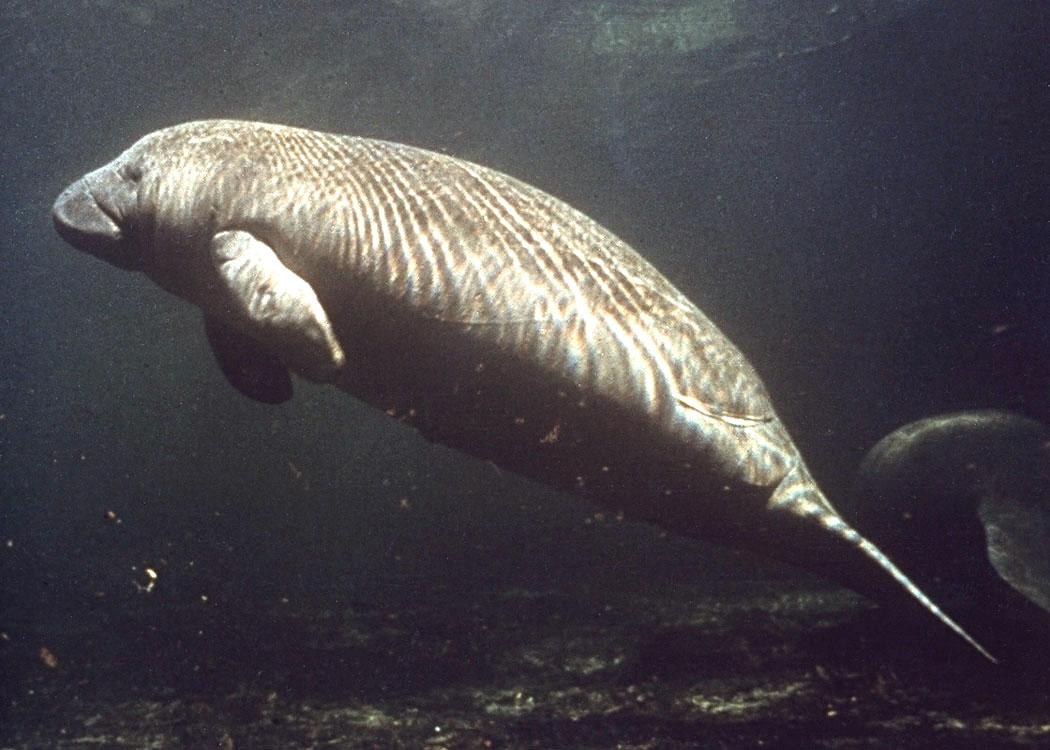
Обыкновенный ламантин
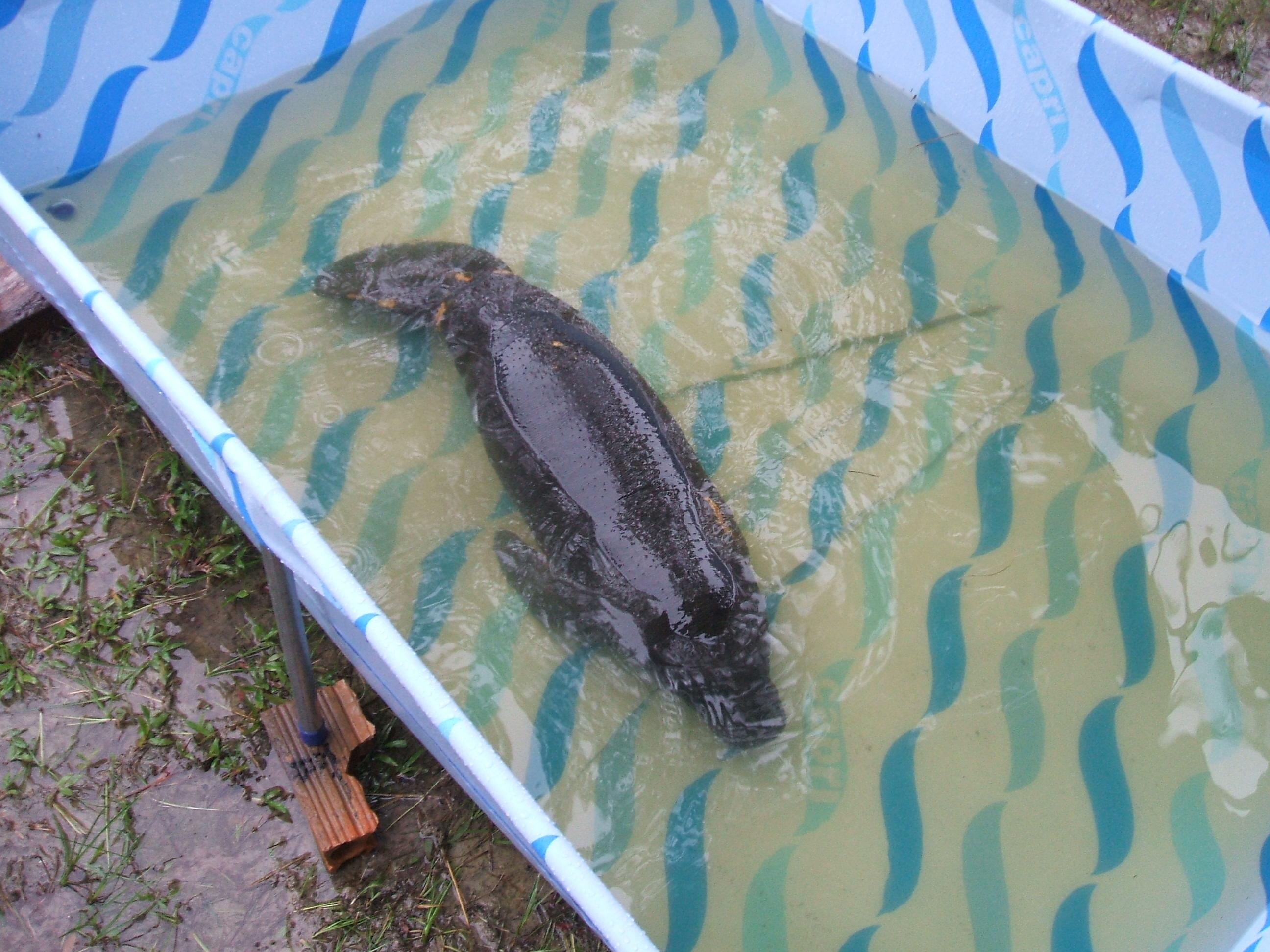
Амазонский ламантин
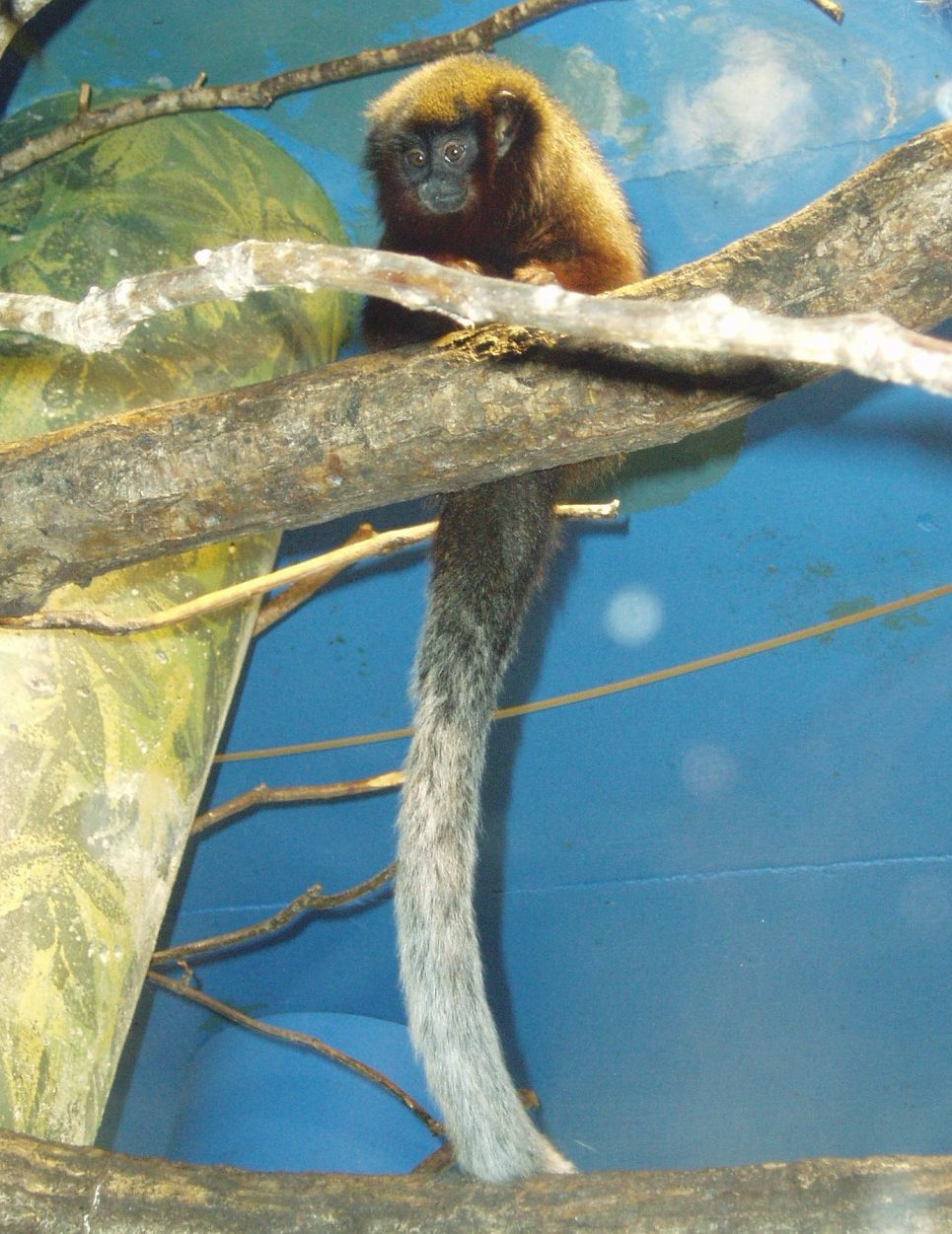
Медный прыгун
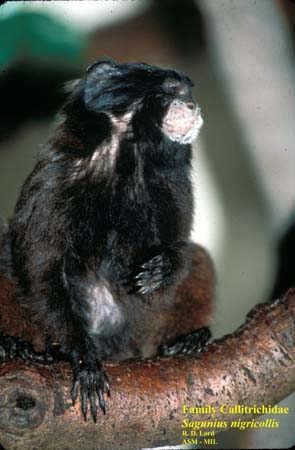
Черноспинный тамарин
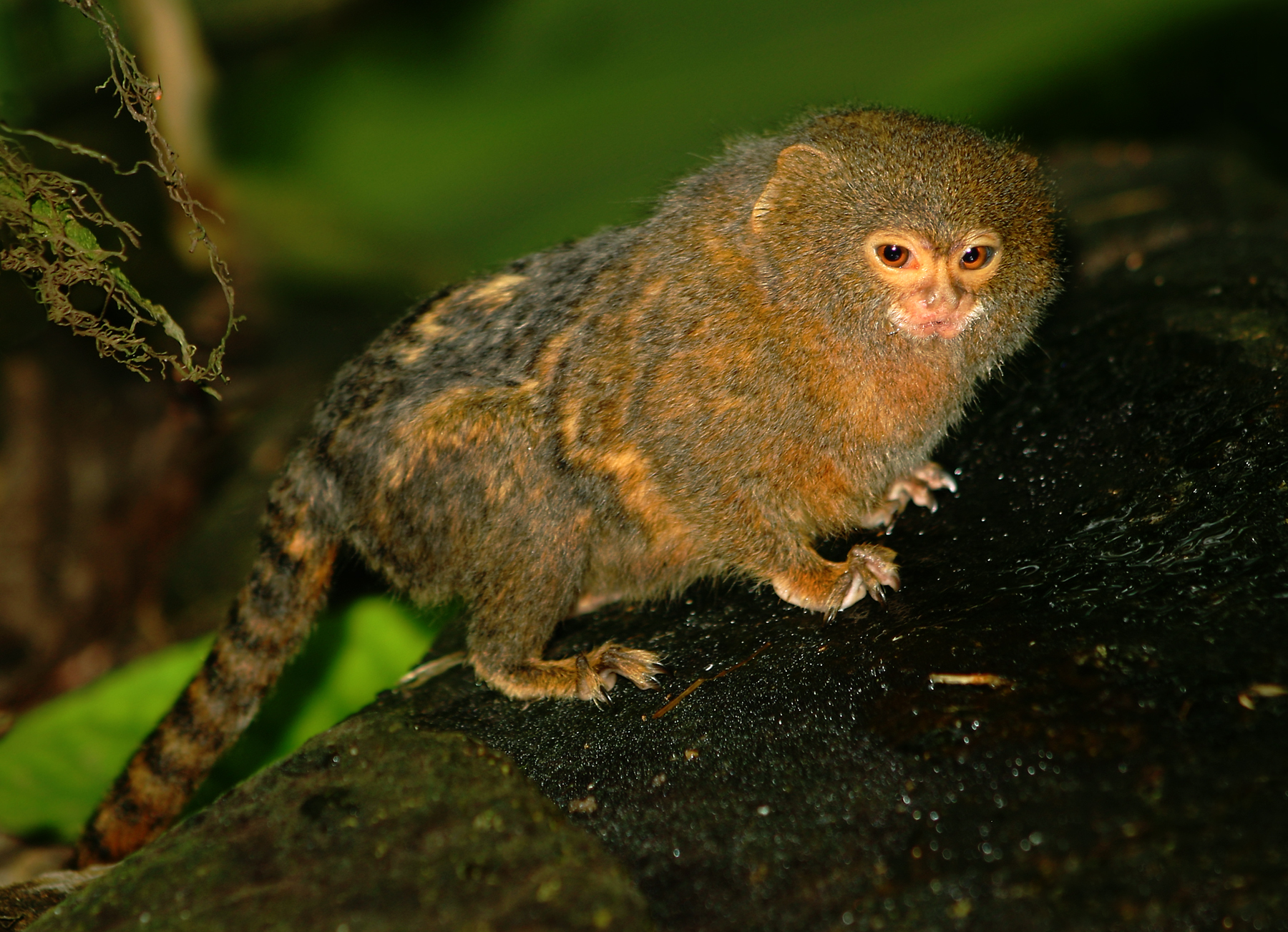
Карликовая игрунка
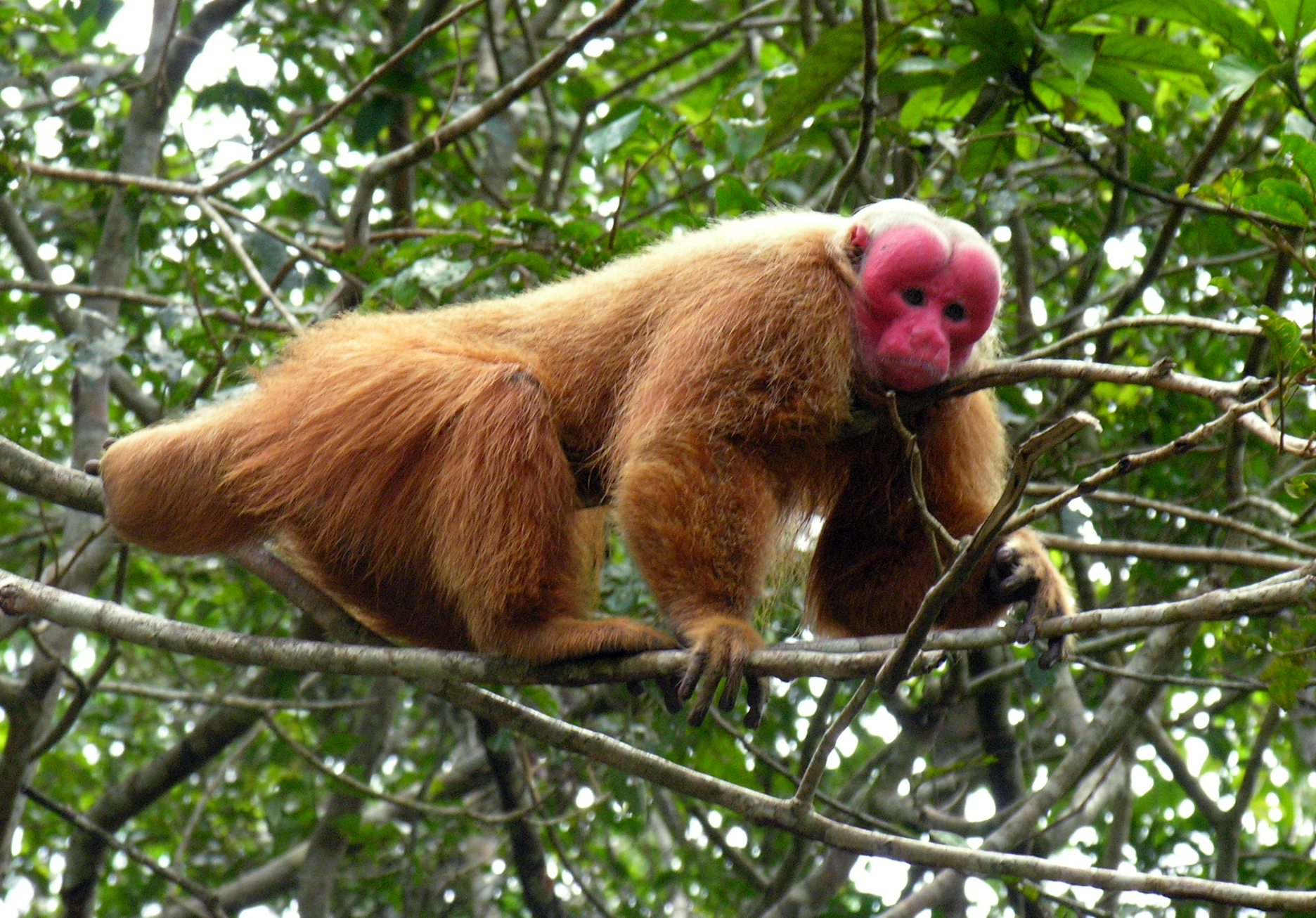
Лысый уакари
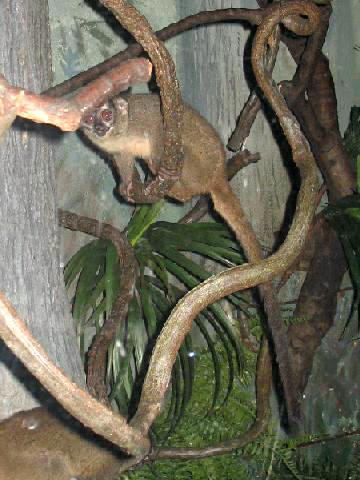
Мирикина
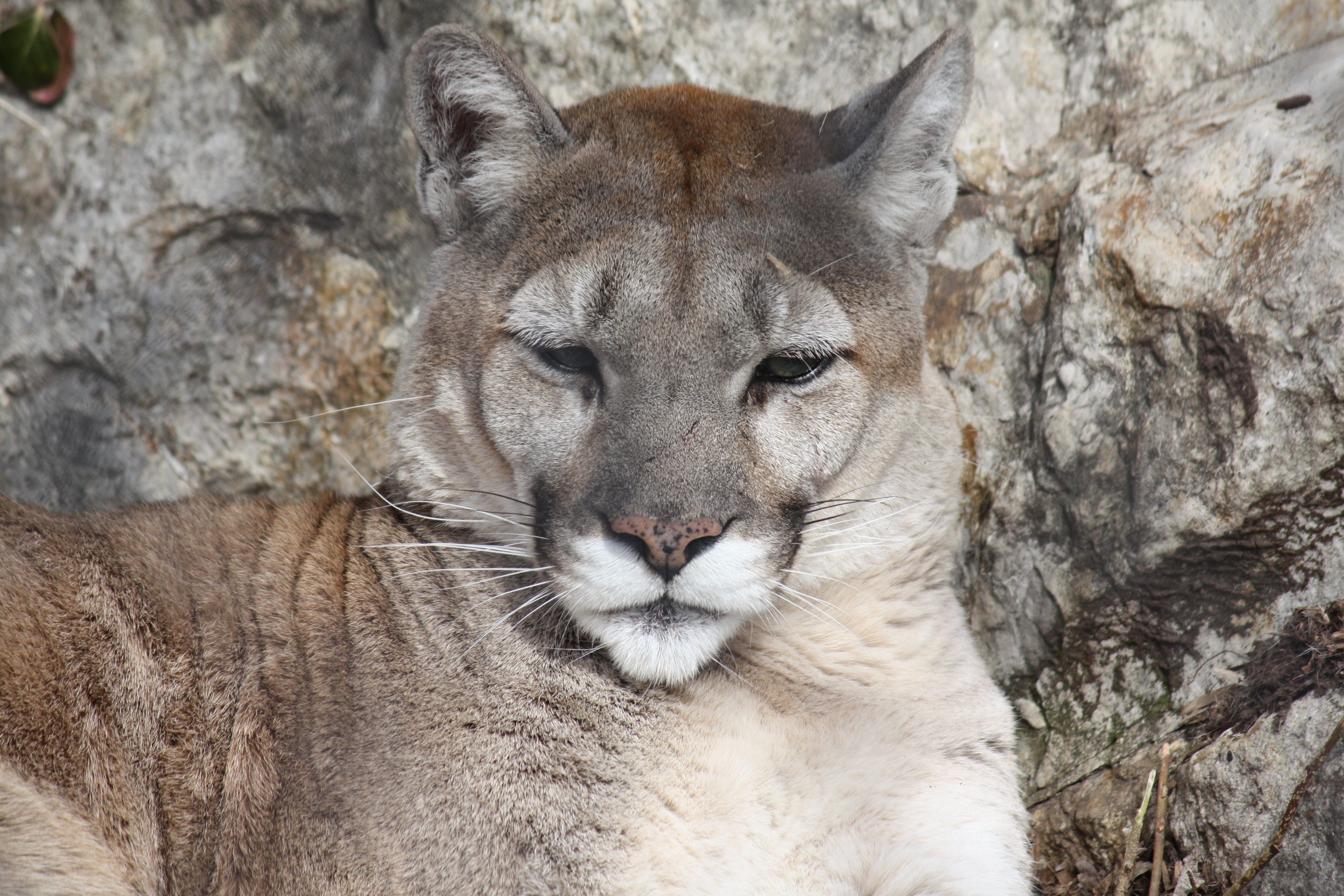
Пума
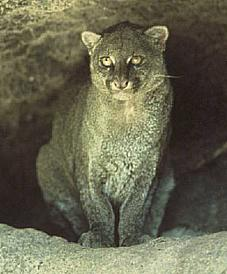
Ягуарунди
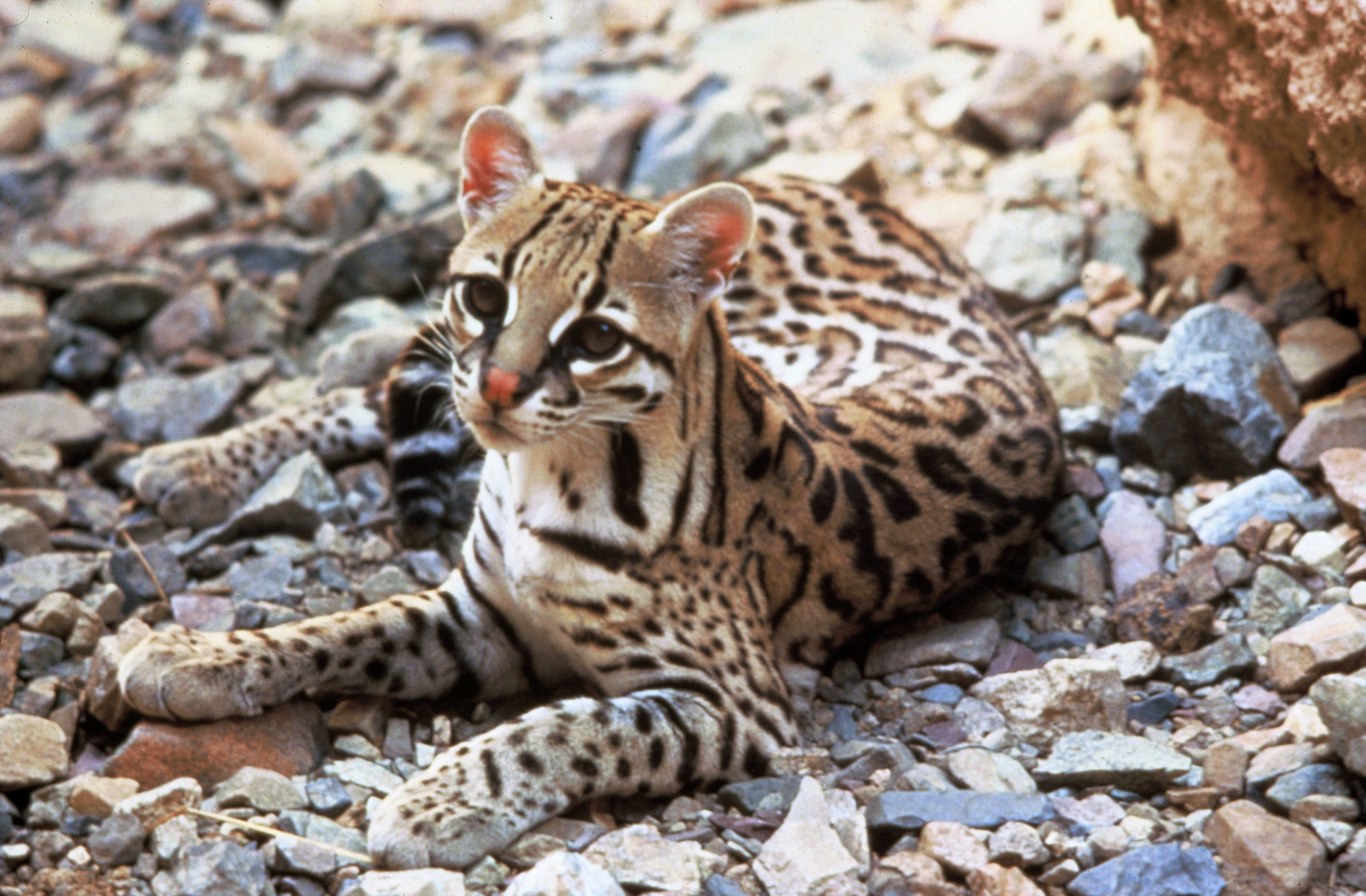
Оцелот

## Амфибии

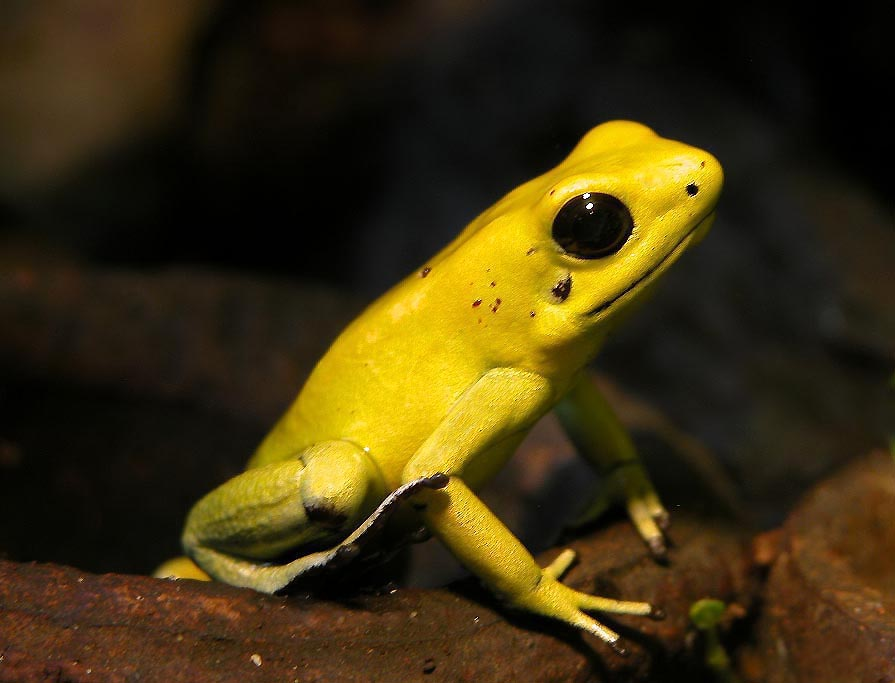
Ужасный листолаз
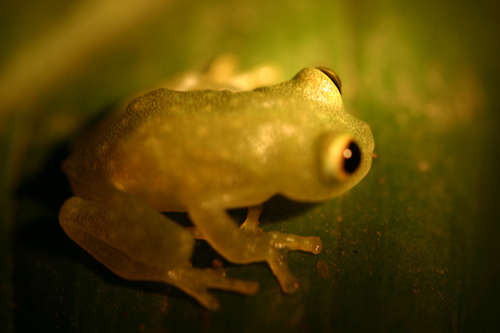
Hyalinobatrachium fleischmanni[англ.]
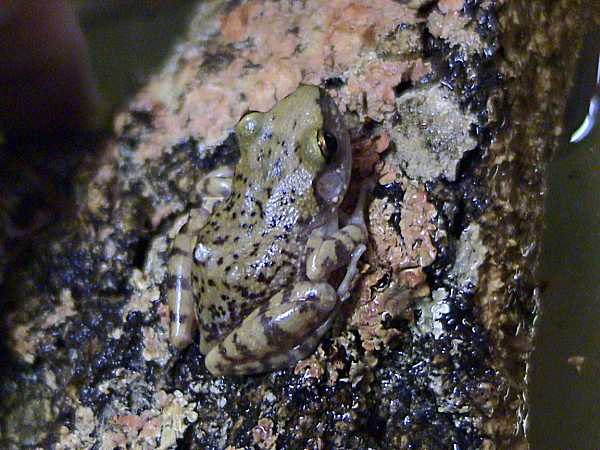
Eleutherodactylus
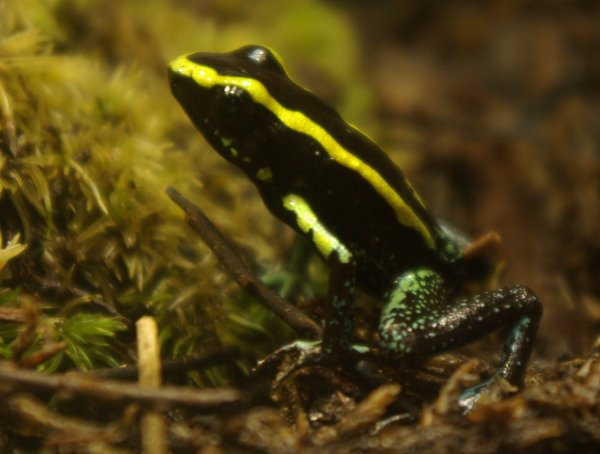
Золотистополосый листолаз
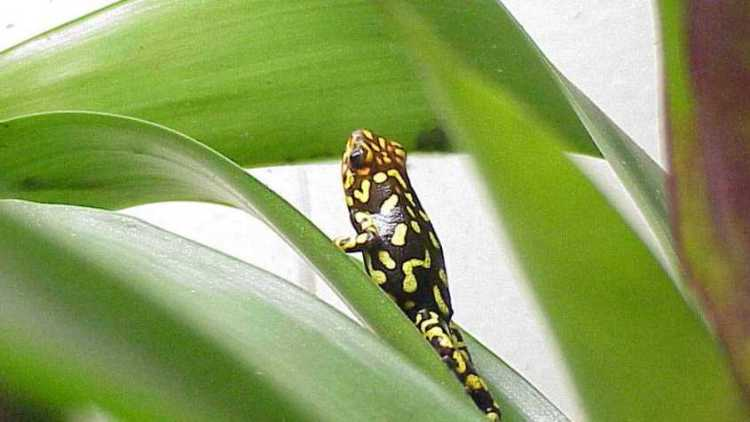
Изящный древолаз
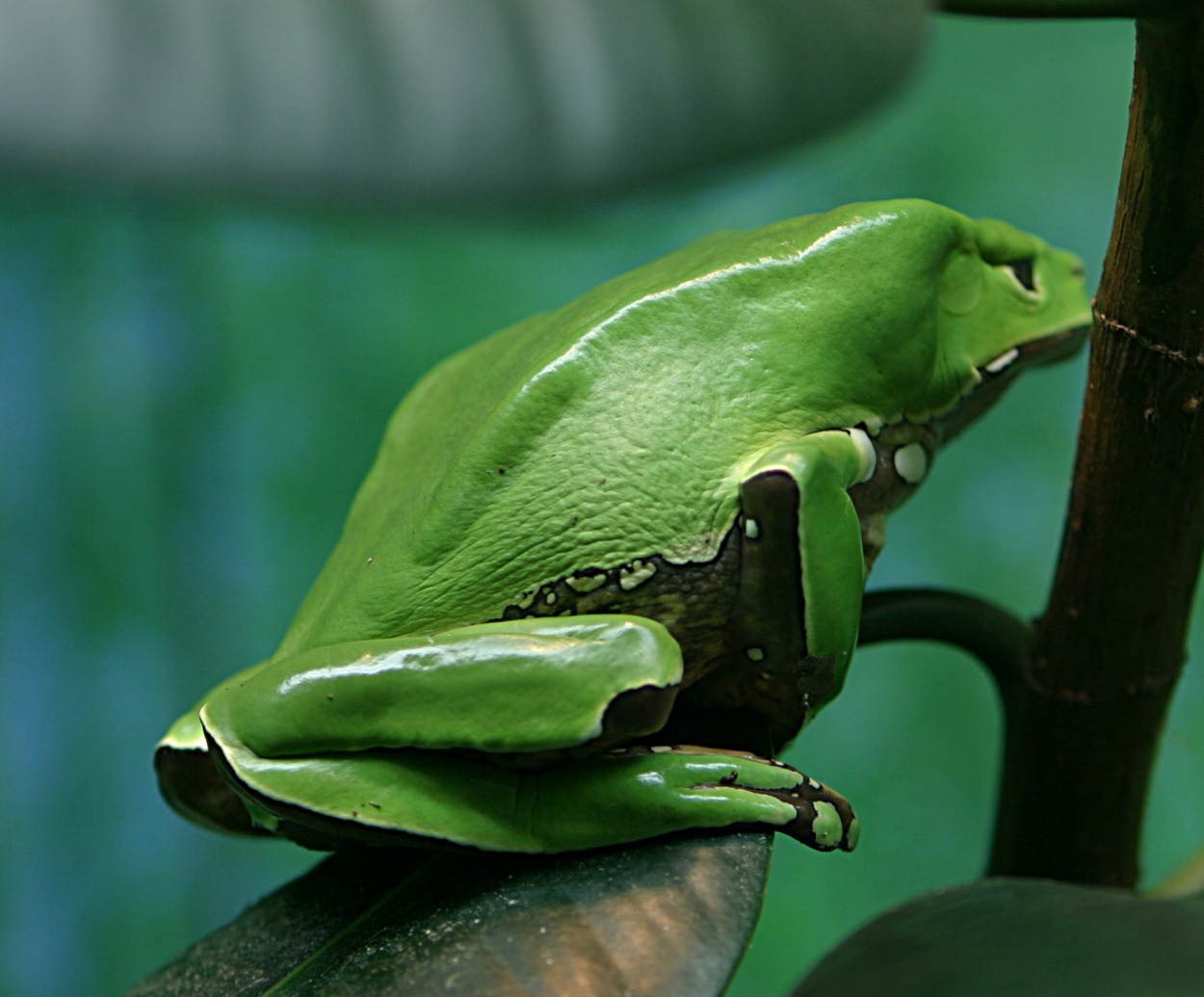
Двухцветная филломедуза
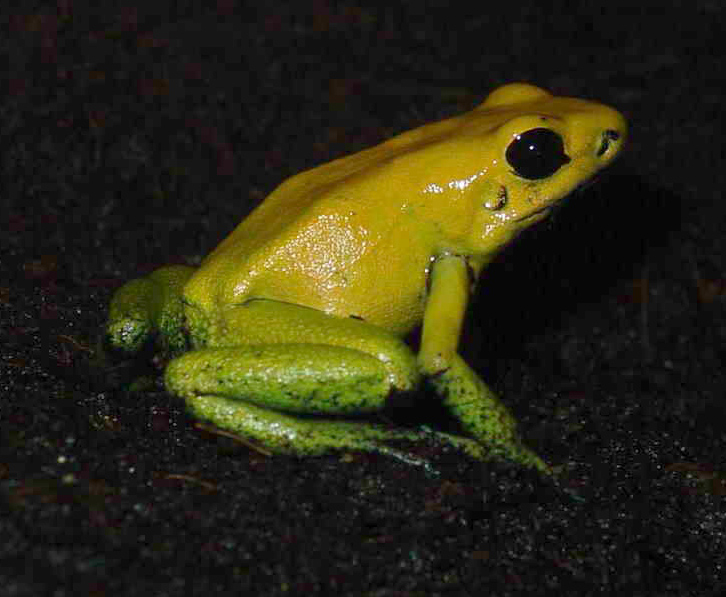
Двухцветный листолаз
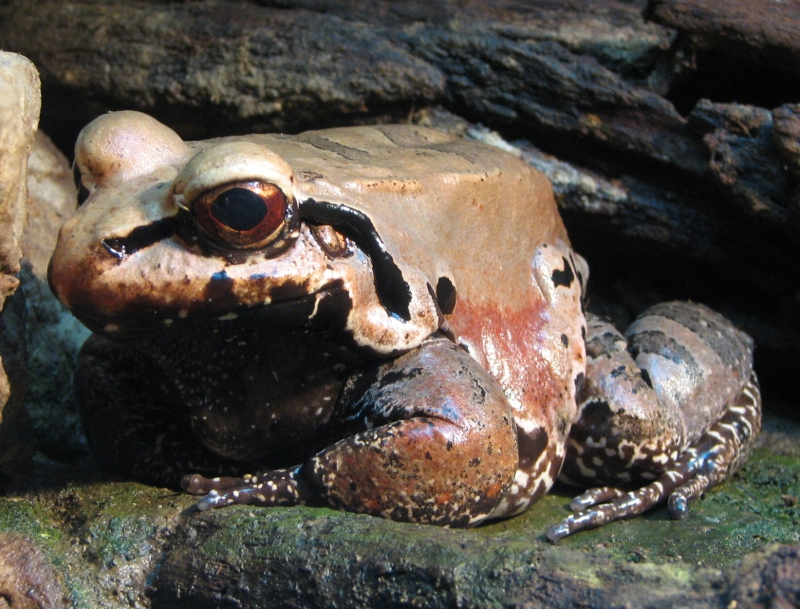
Пятипалый свистун
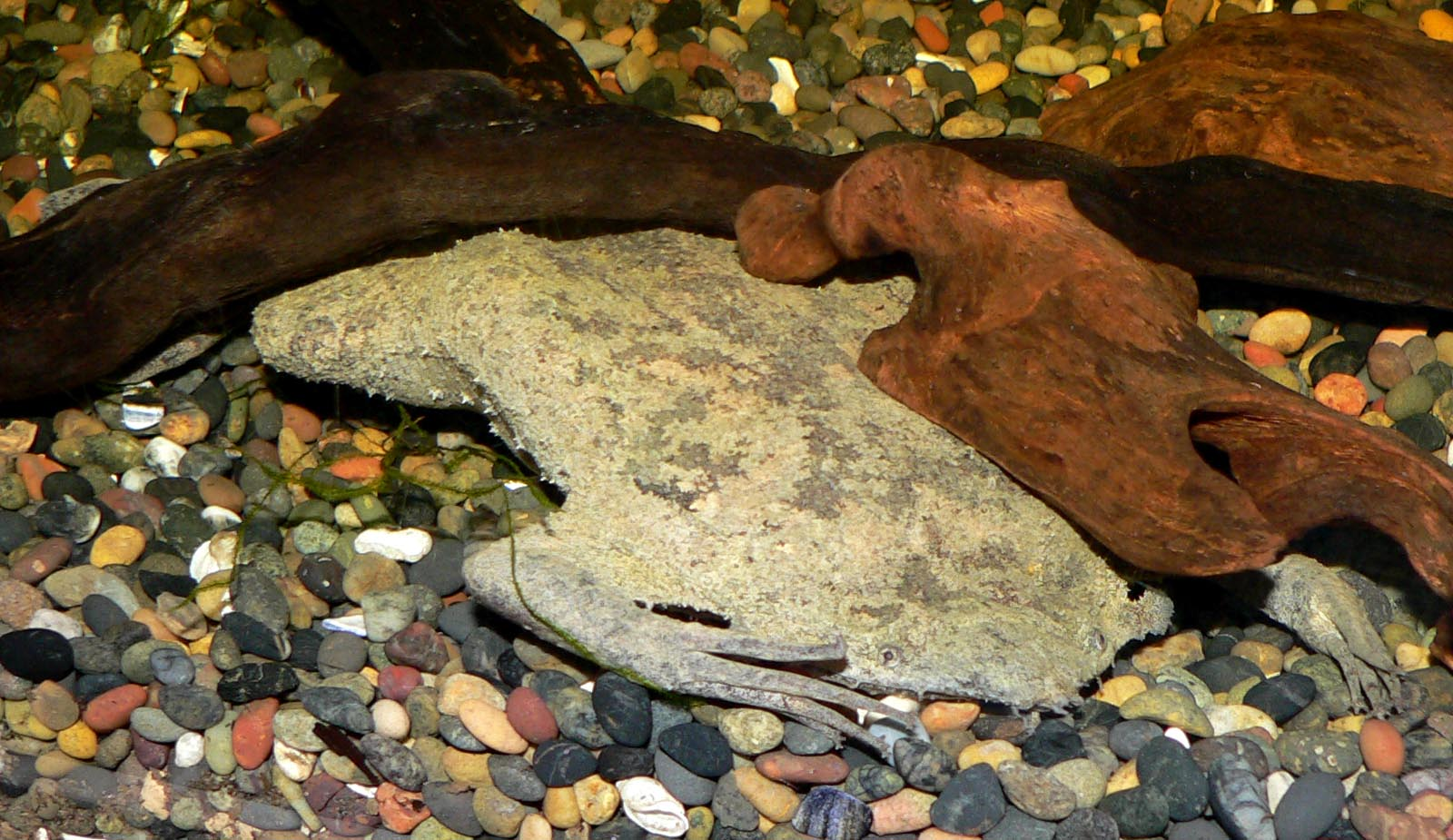
Пипа

## Рептилии

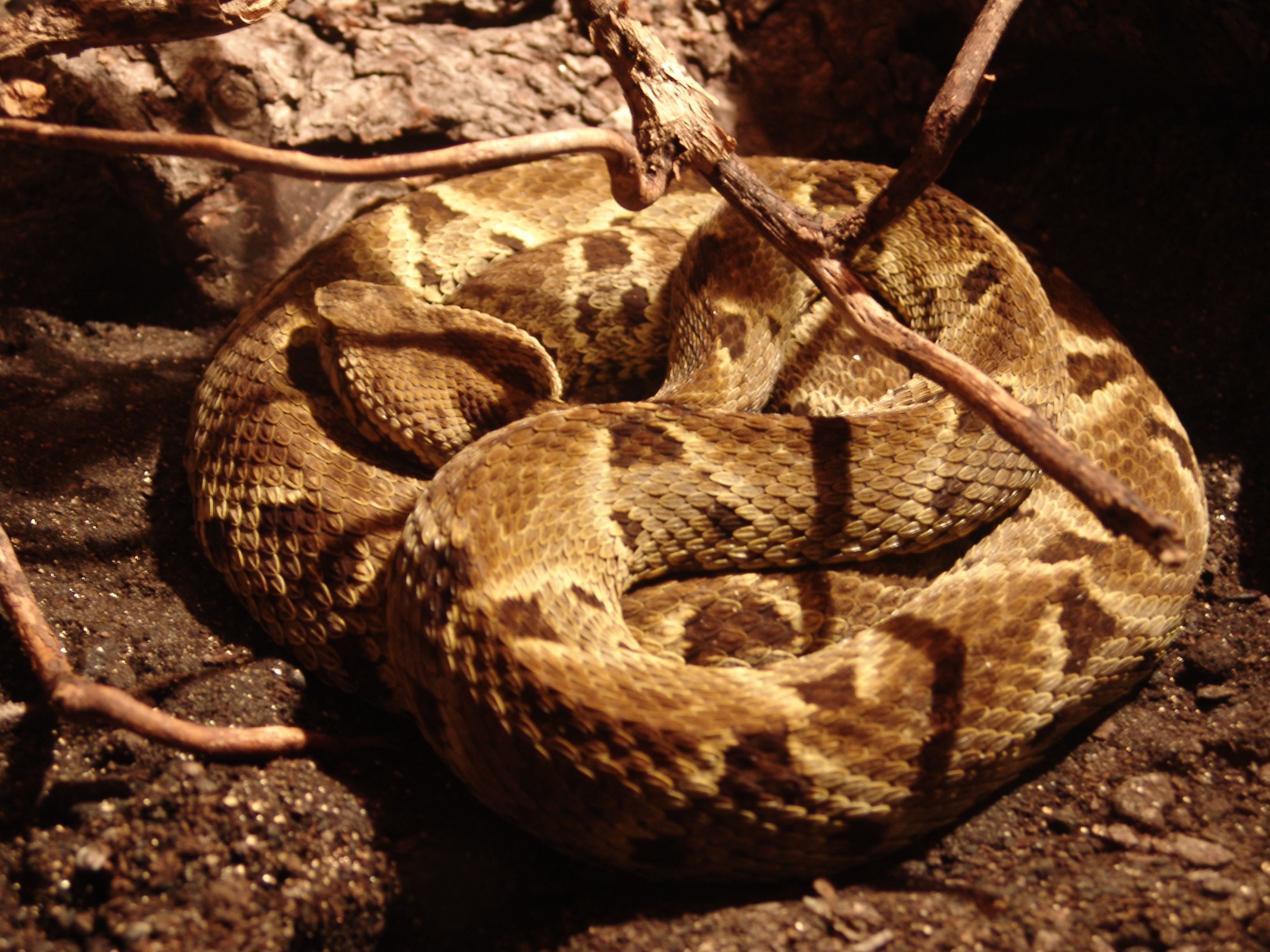
Кайсака
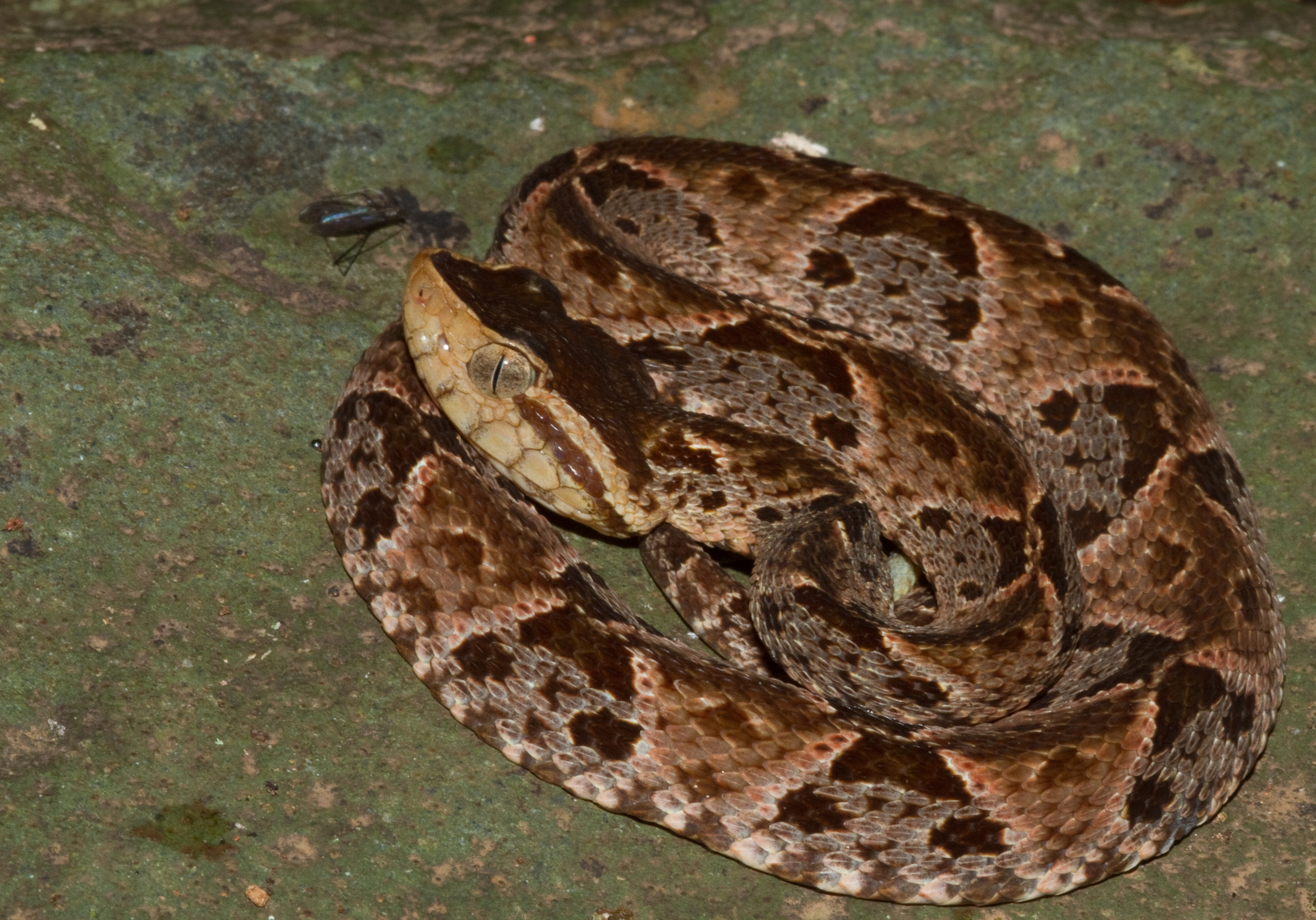
Bothrops asper[англ.]
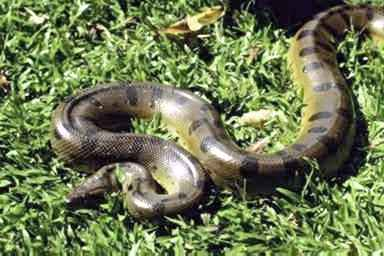
Анаконда
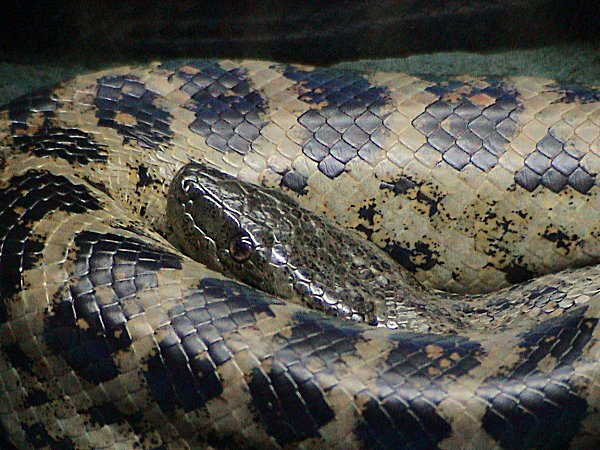
Парагвайская анаконда
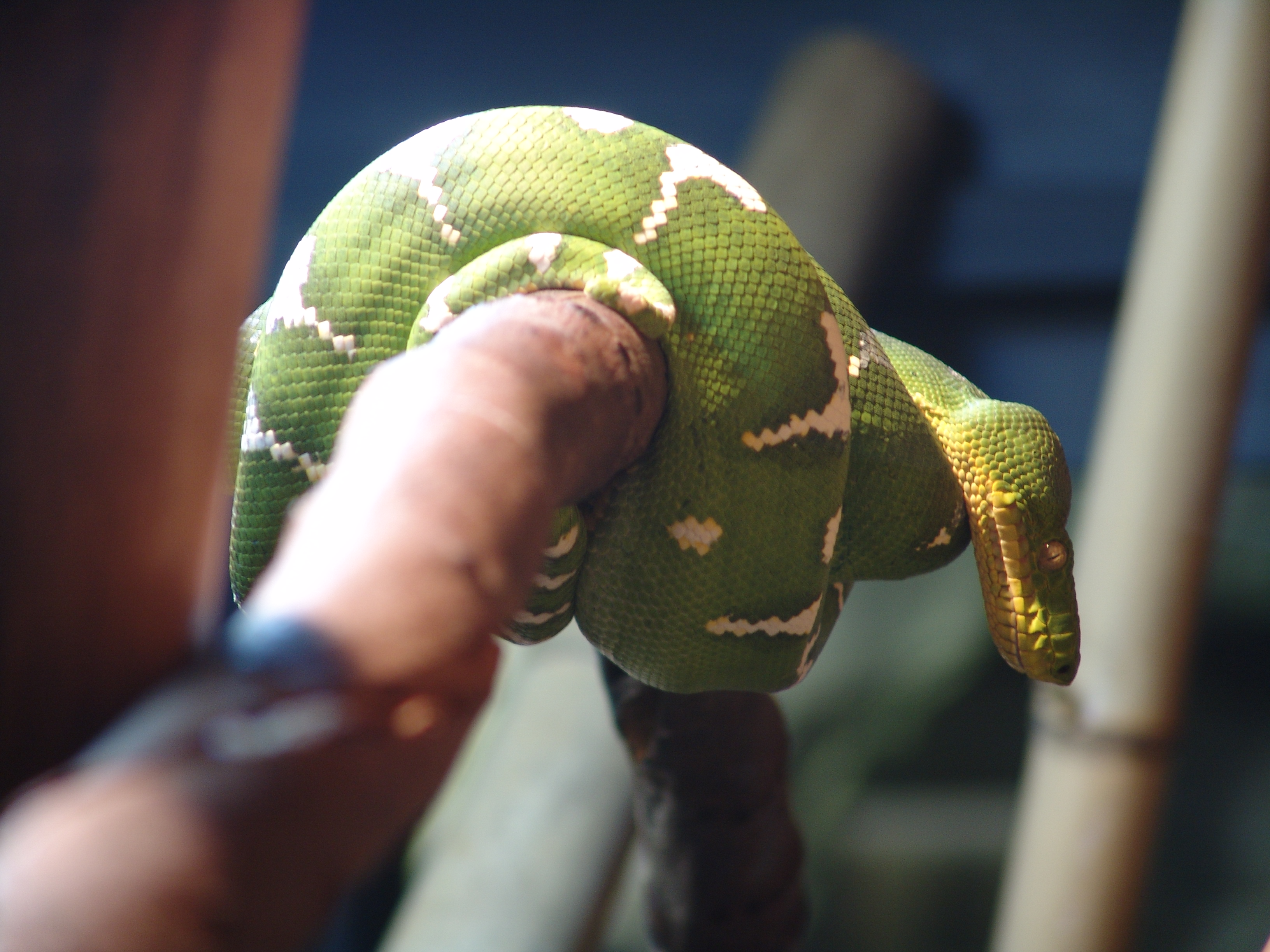
Собакоголовый удав
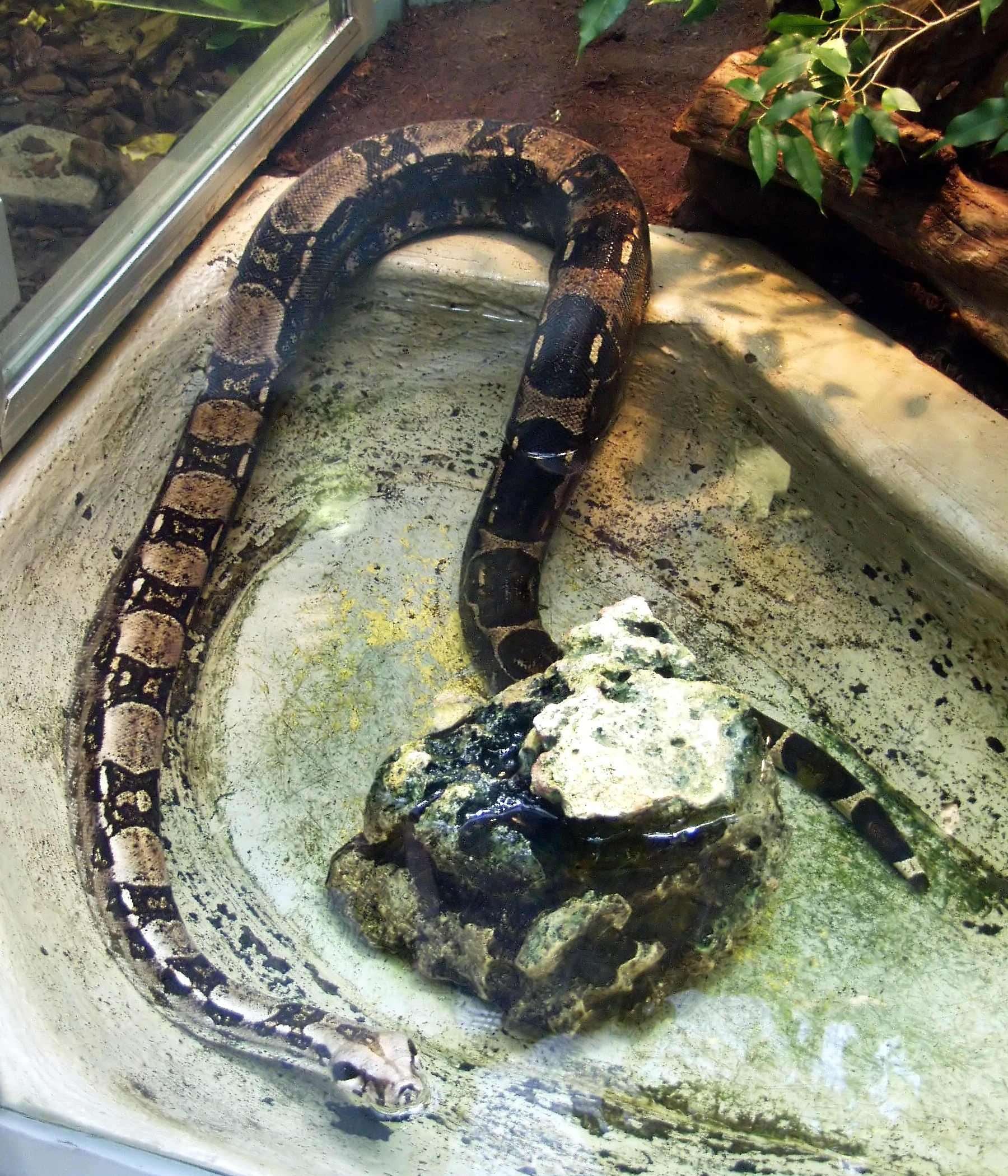
Обыкновенный удав
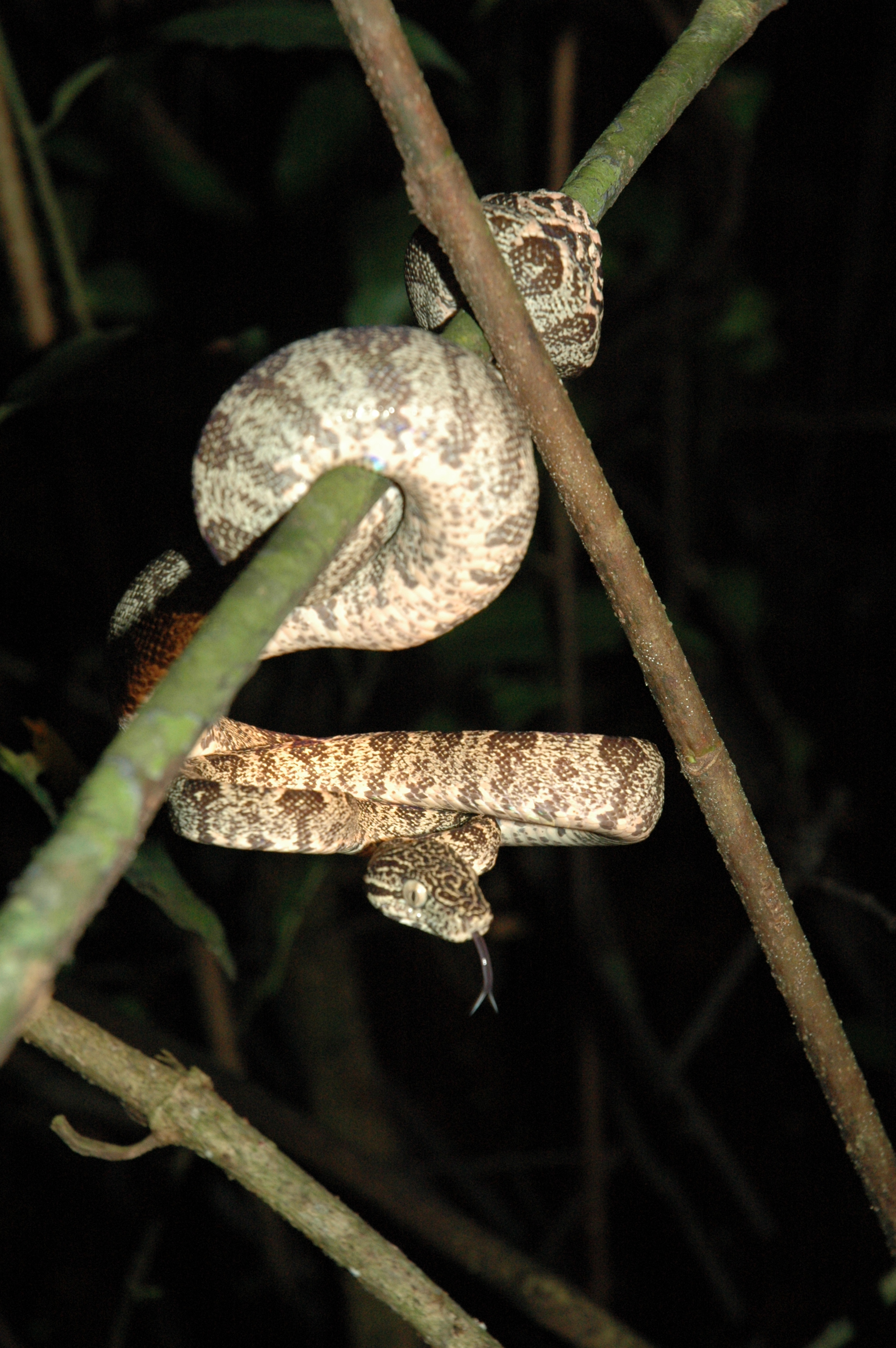
Садовый удав
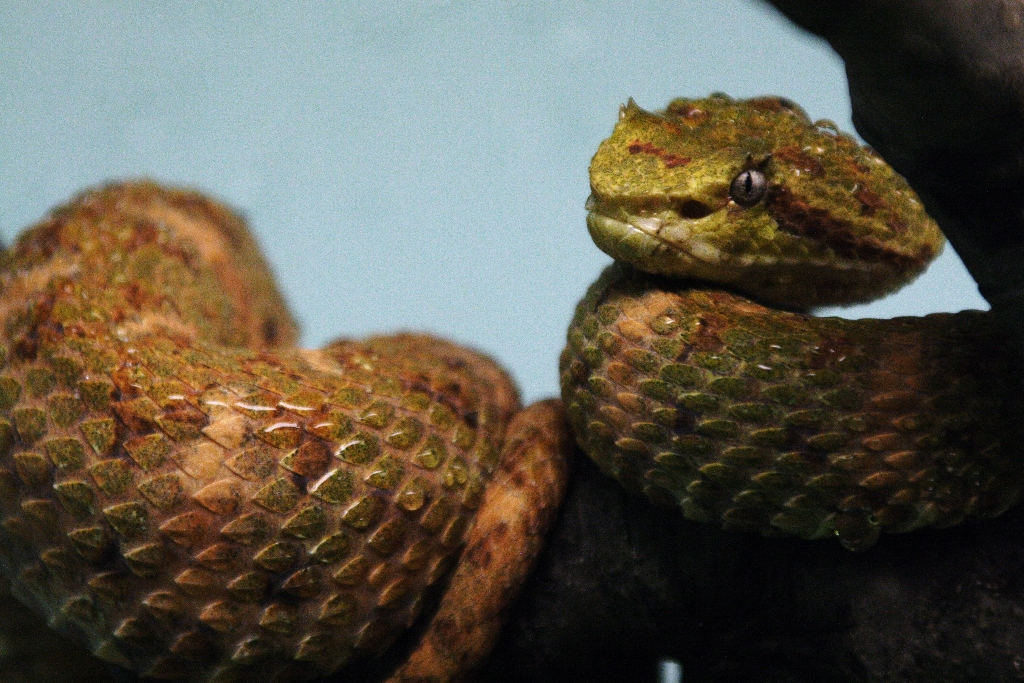
Цепкохвостый ботропс Шлегеля
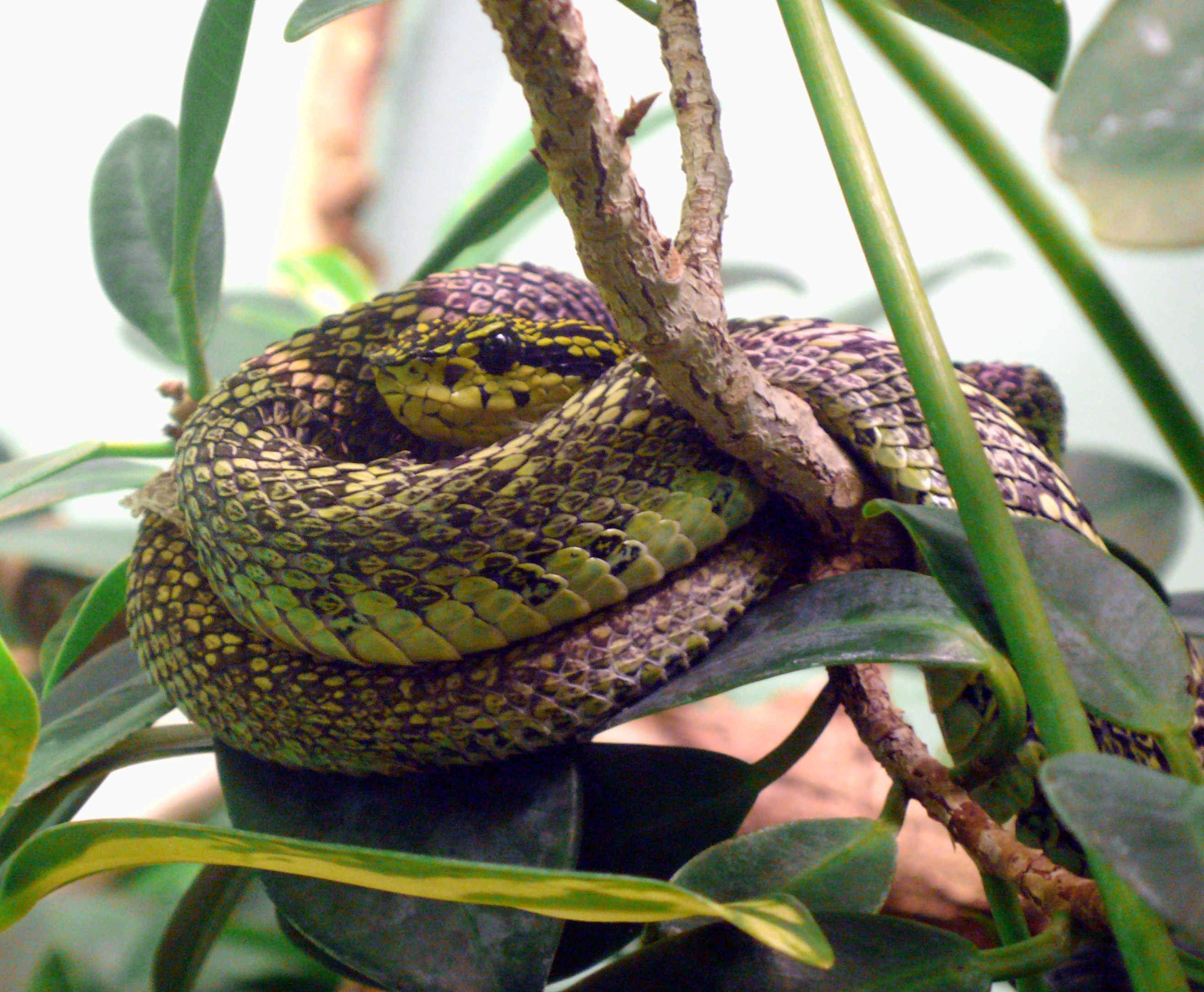
Bothriechis nigroviridis[англ.]
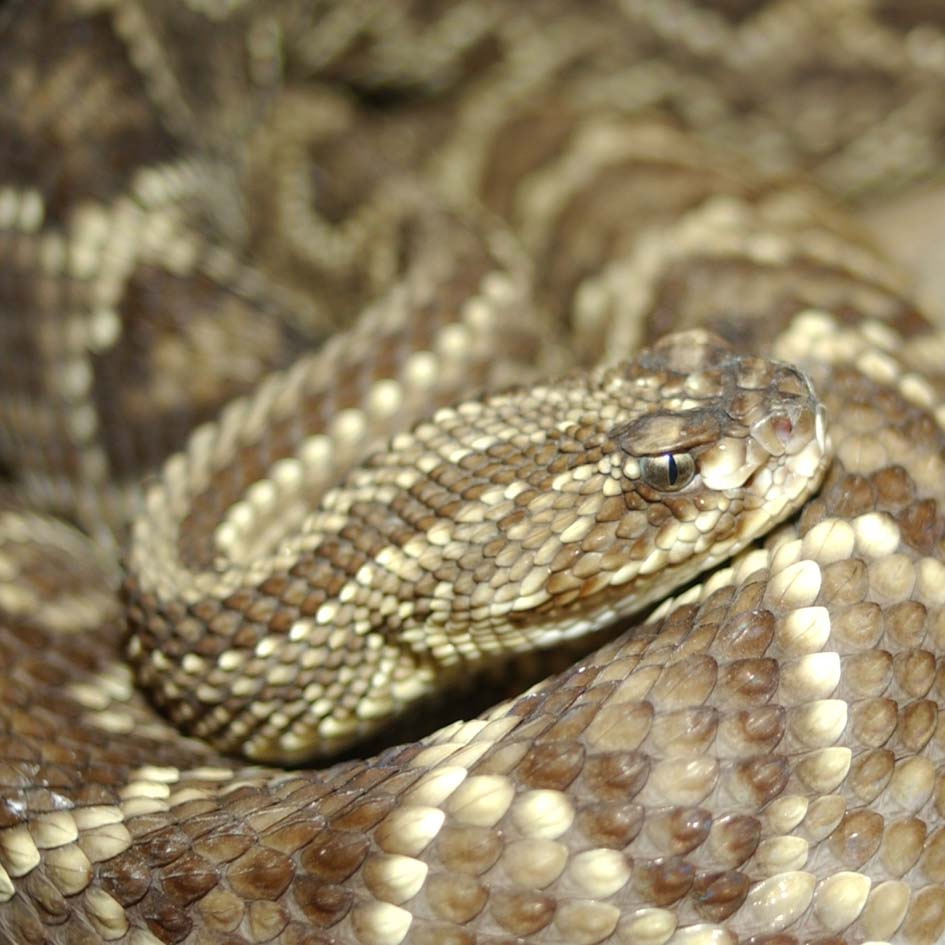
Каскавелла
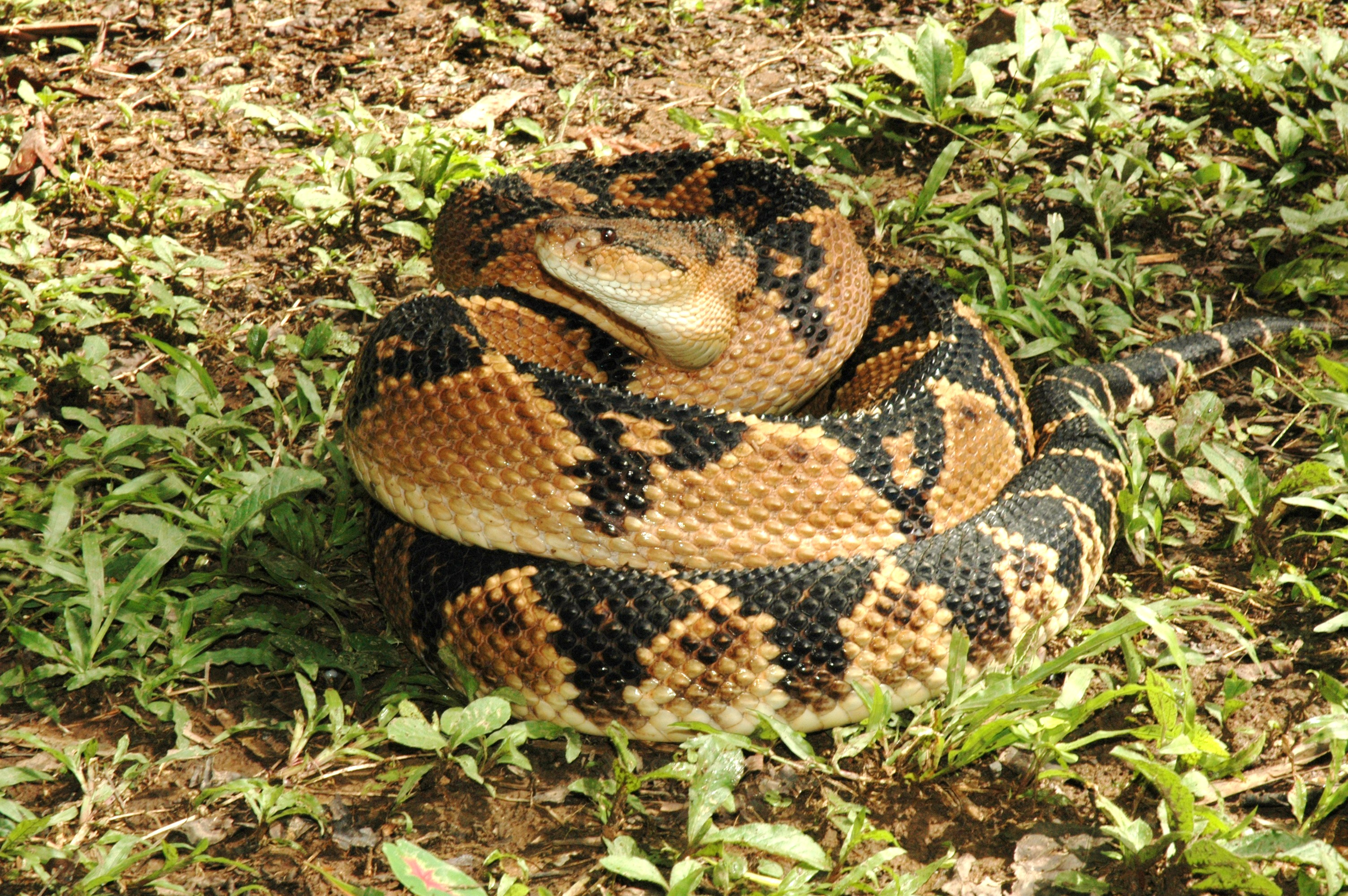
Бушмейстер
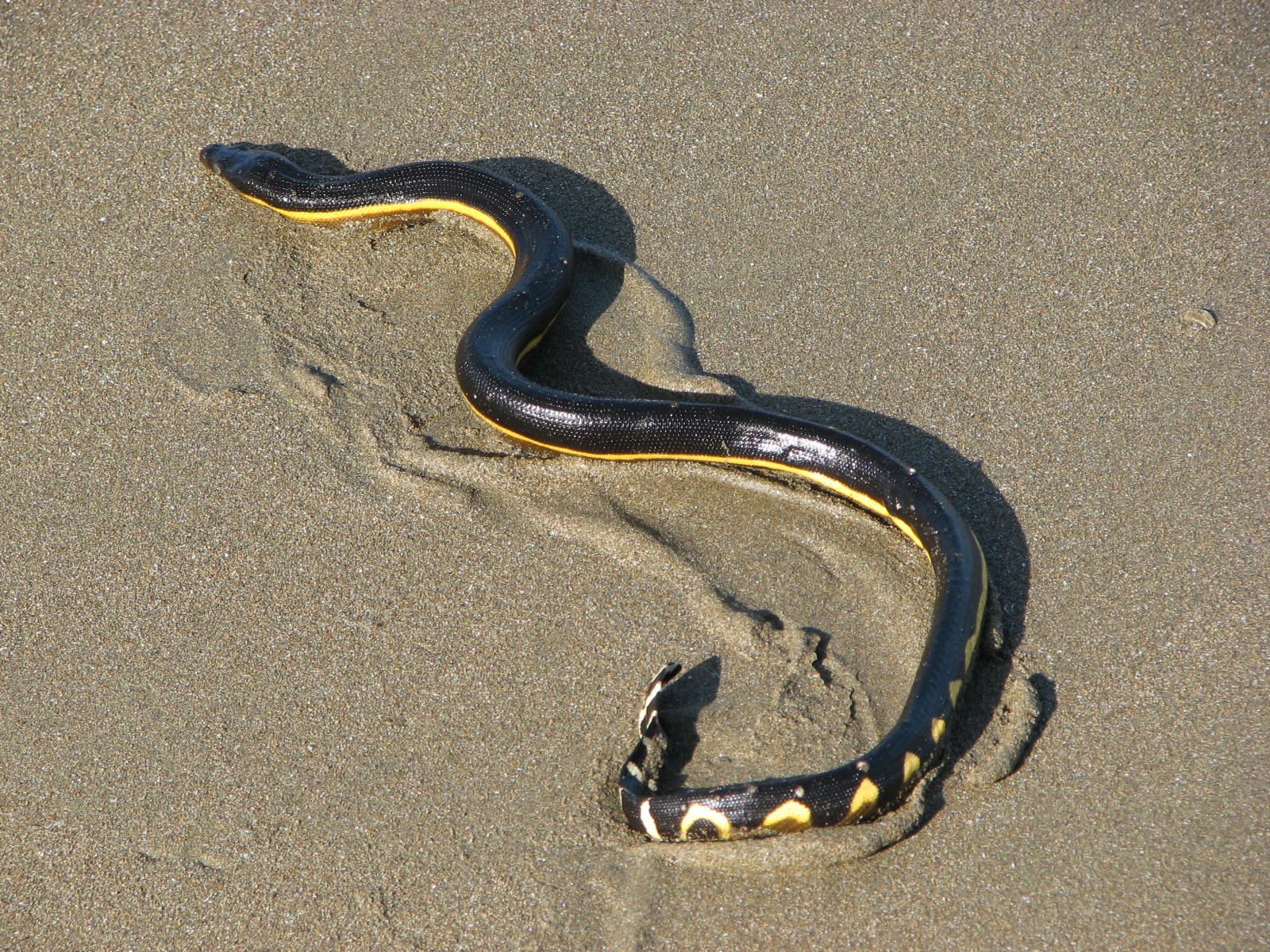
Двухцветная пеламида
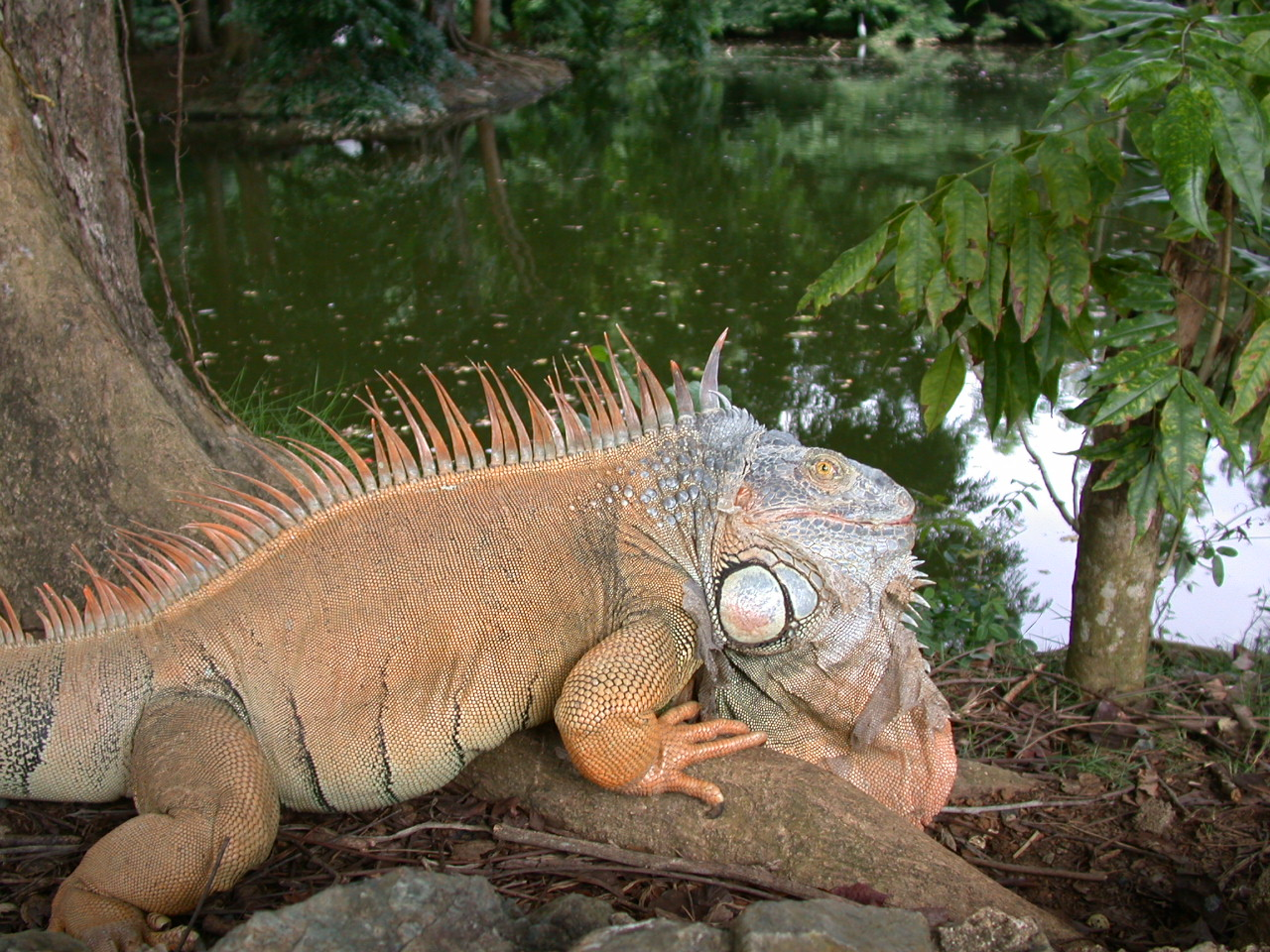
Обыкновенная игуана
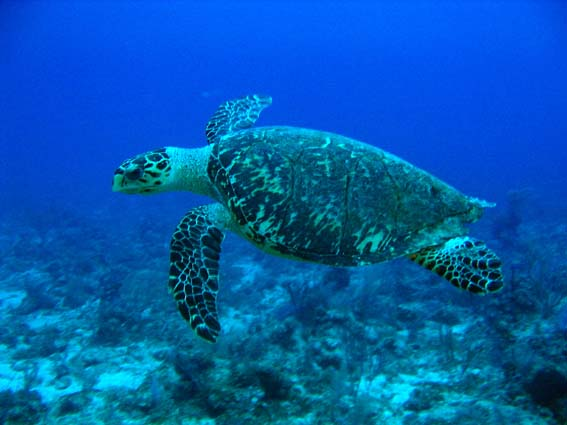
Бисса
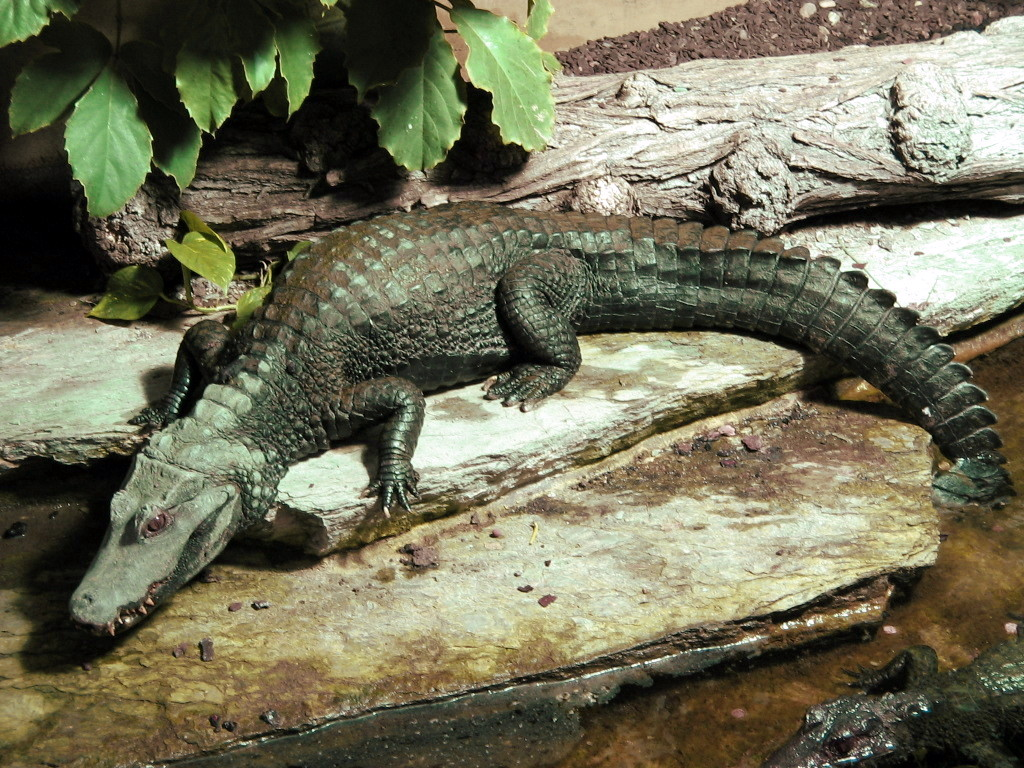
Гладколобый кайман
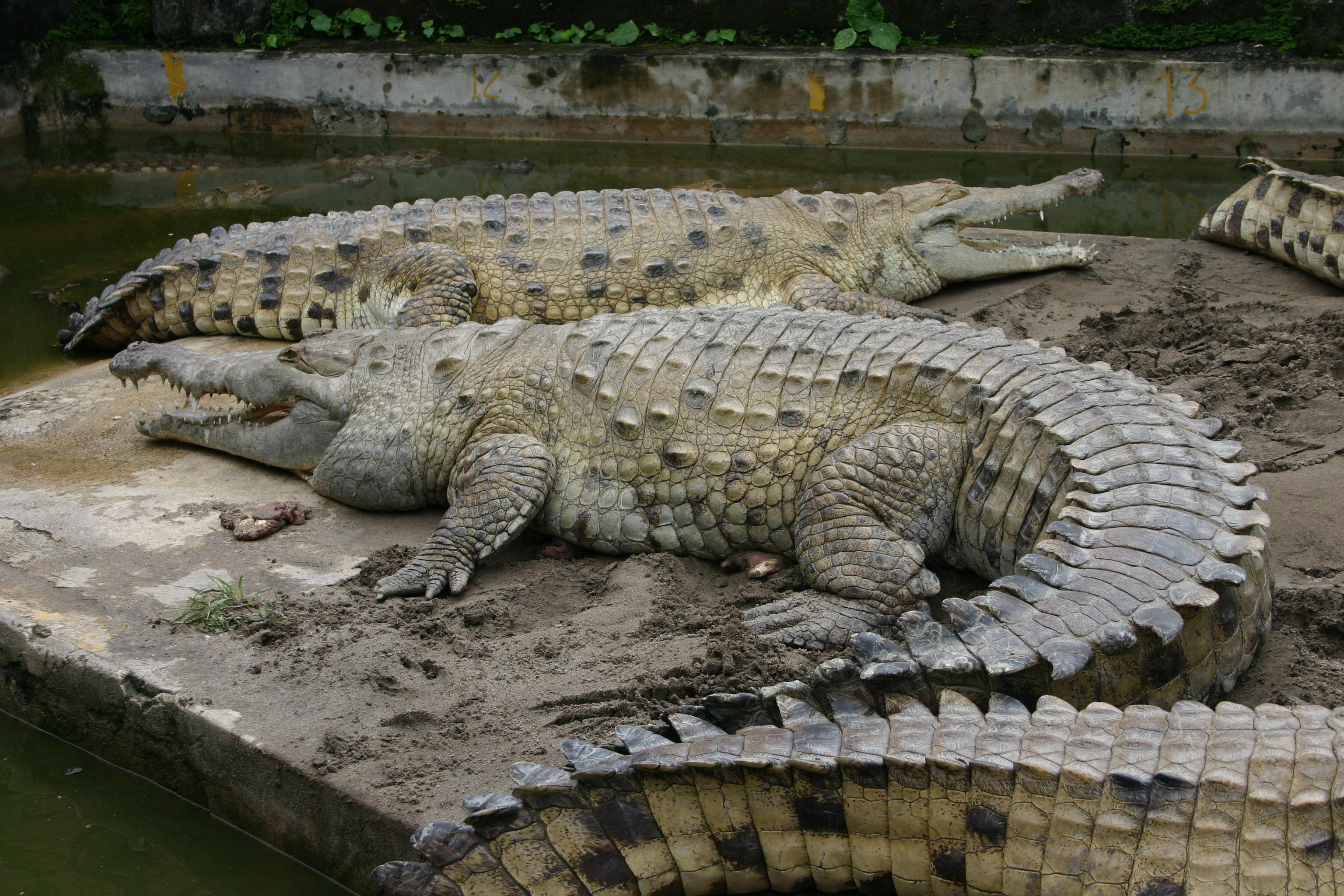
Оринокский крокодил
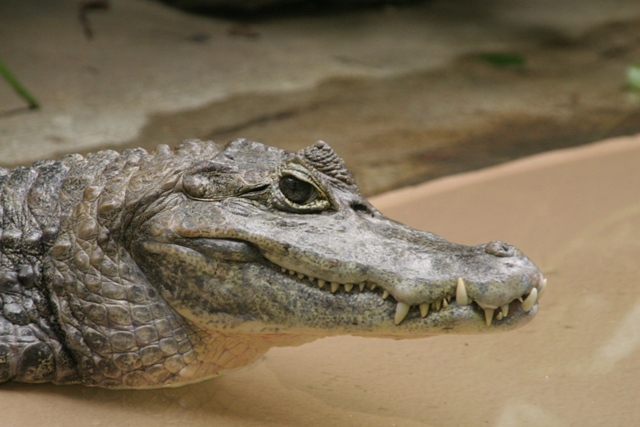
Крокодиловый кайман
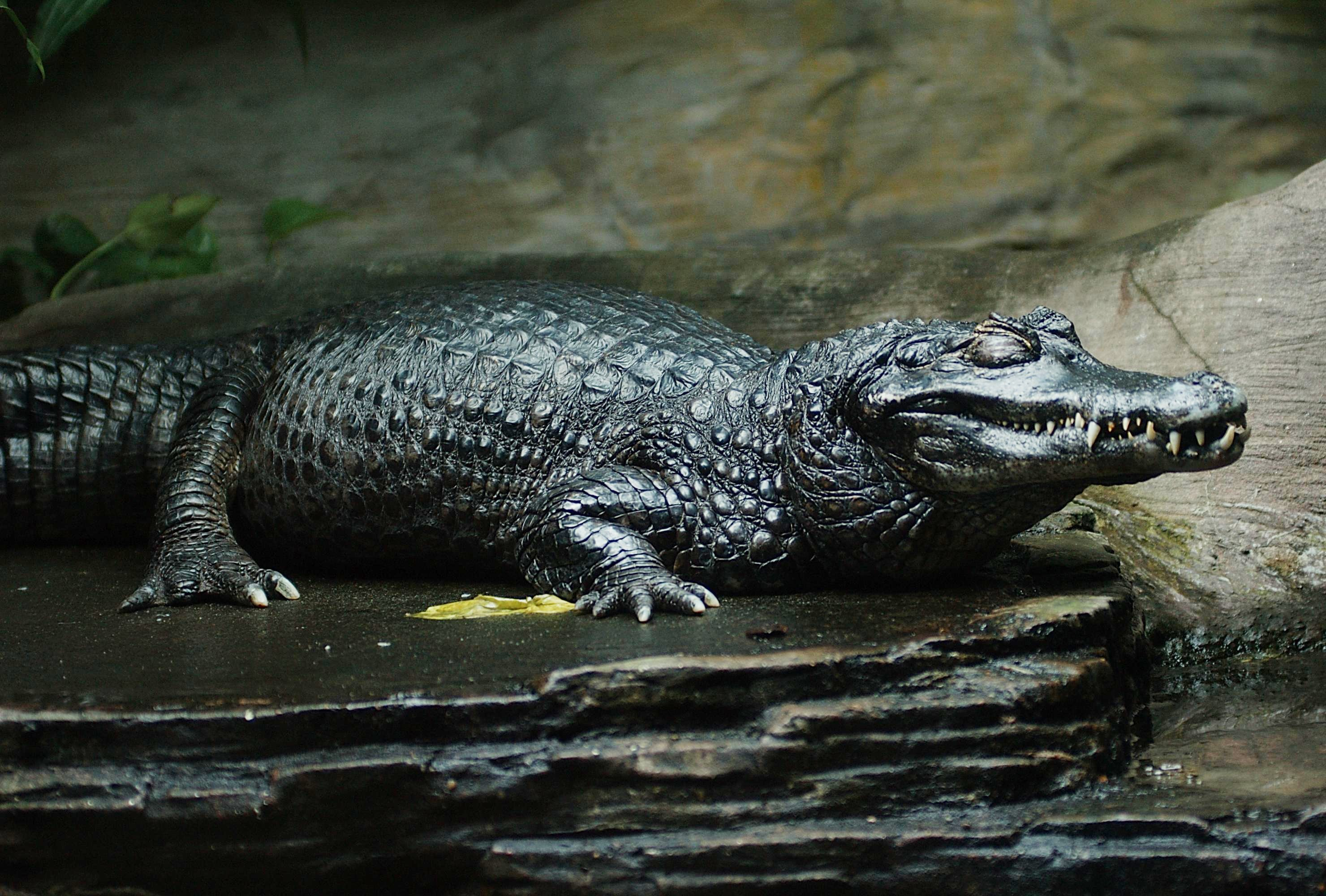
Чёрный кайман
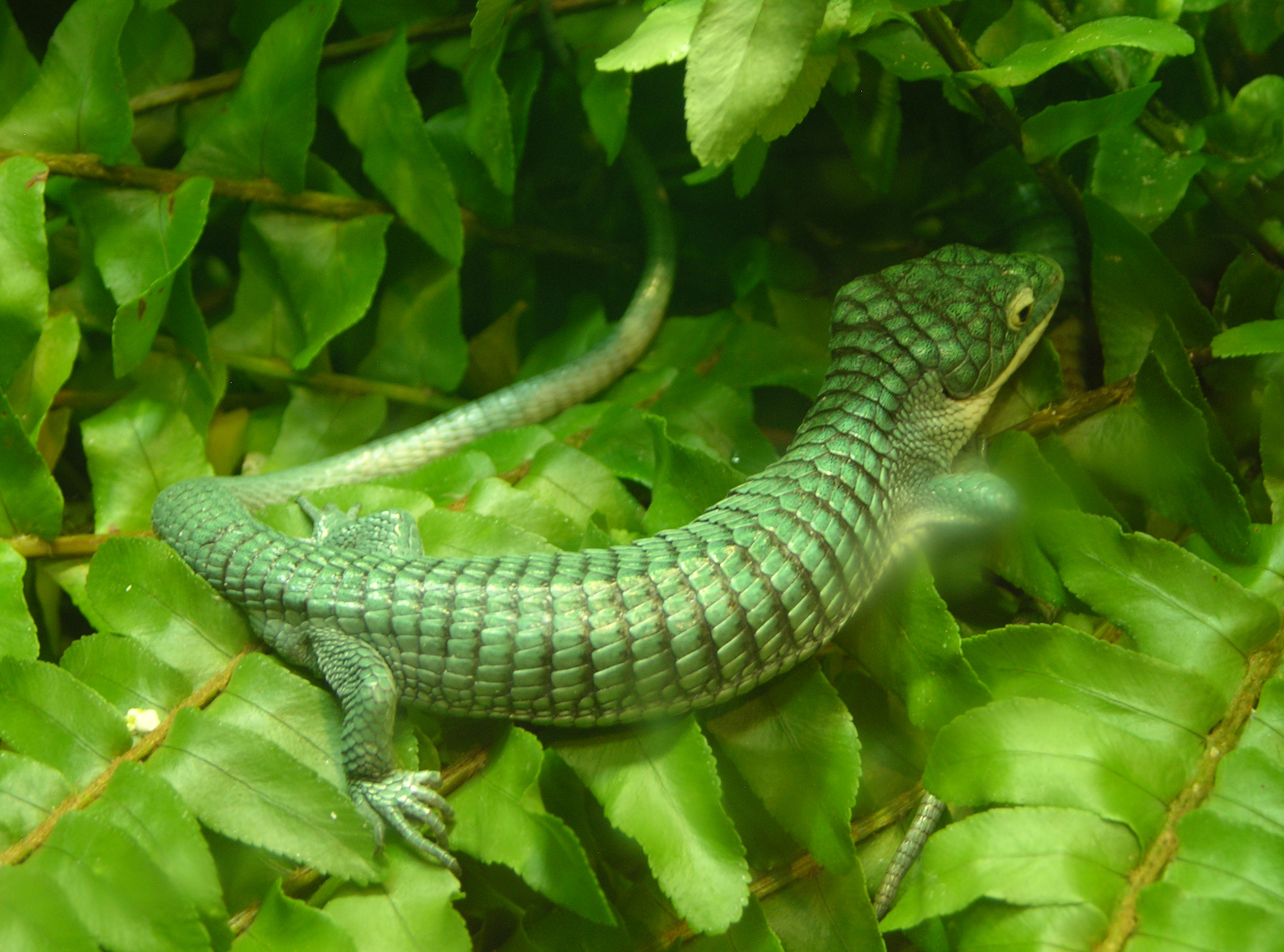
Древесная аброния
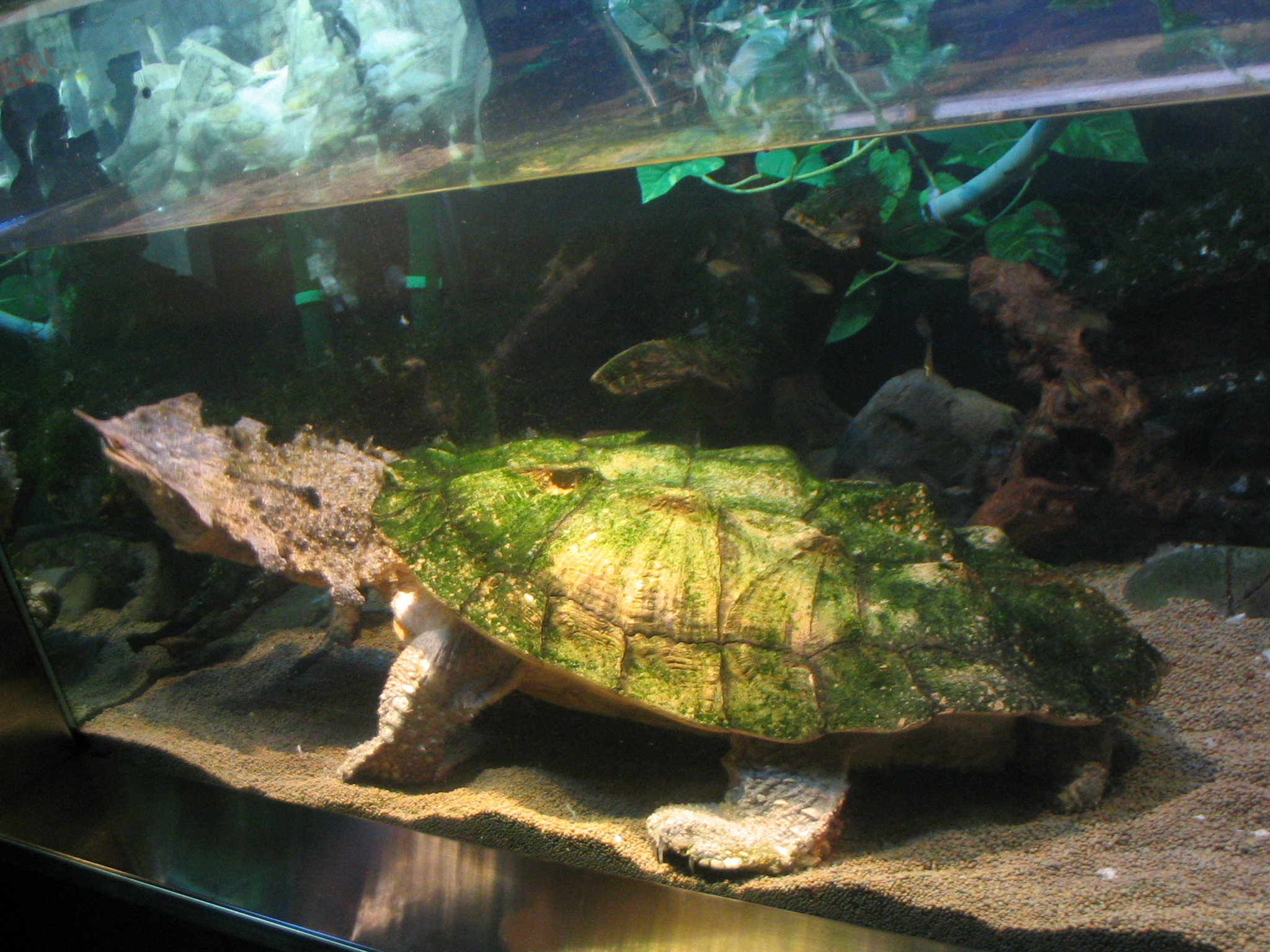
Бахромчатая черепаха
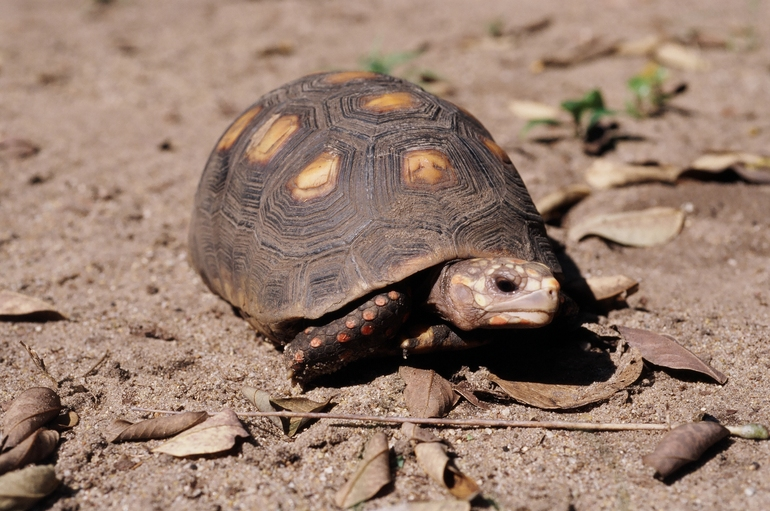
Угольная черепаха
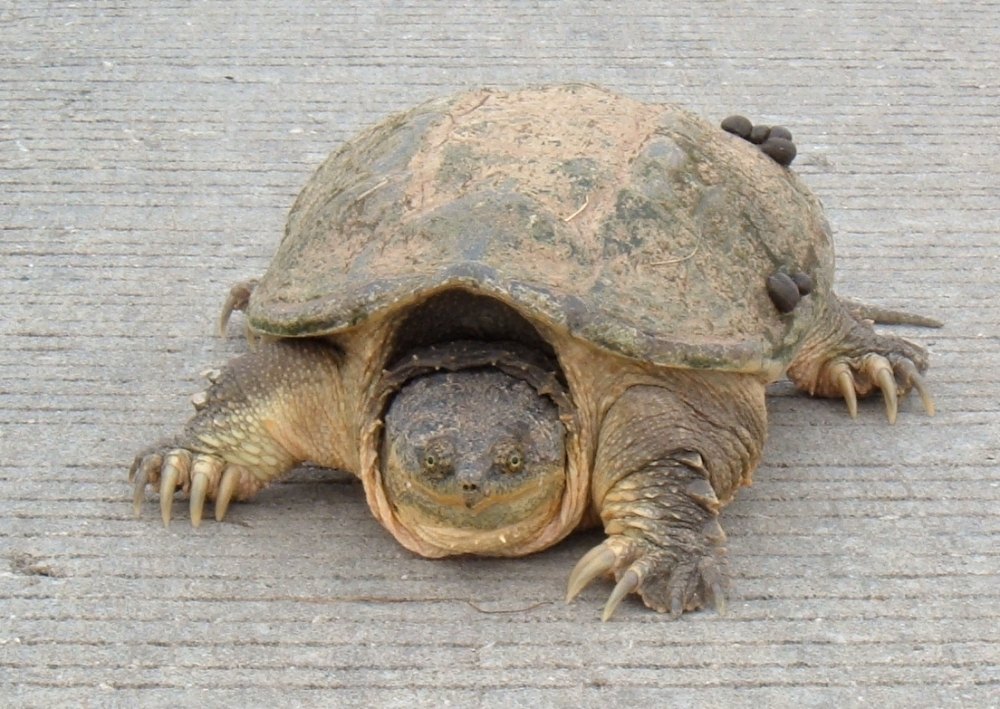
Каймановая черепаха
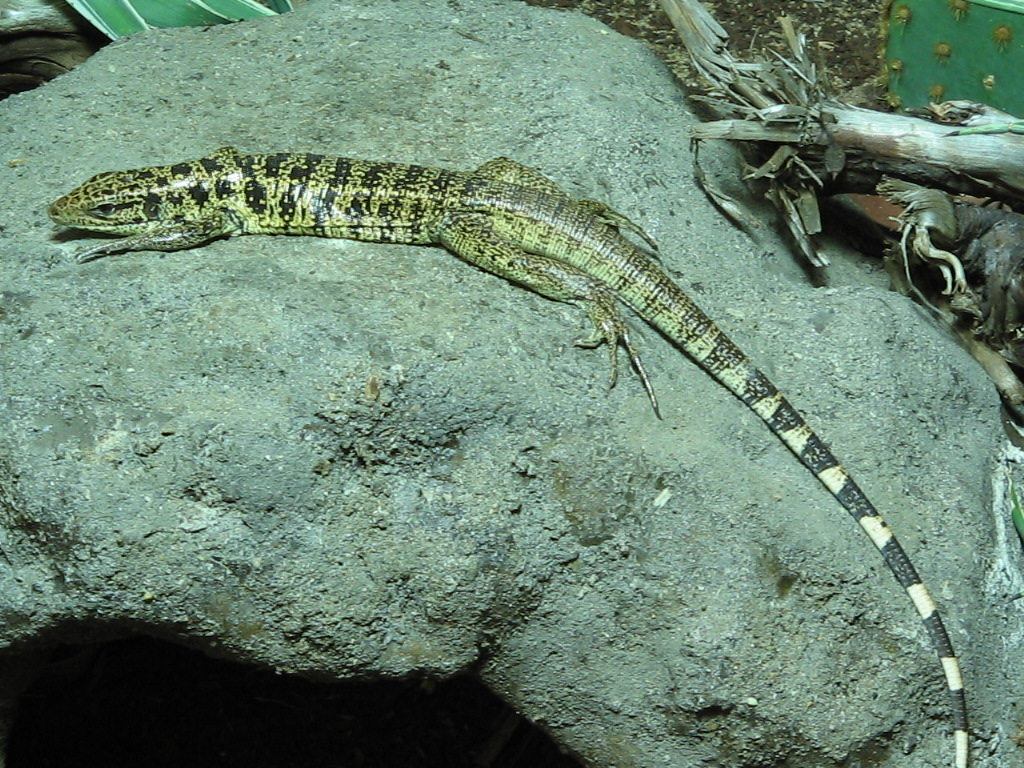
Тегу

## Рыбы

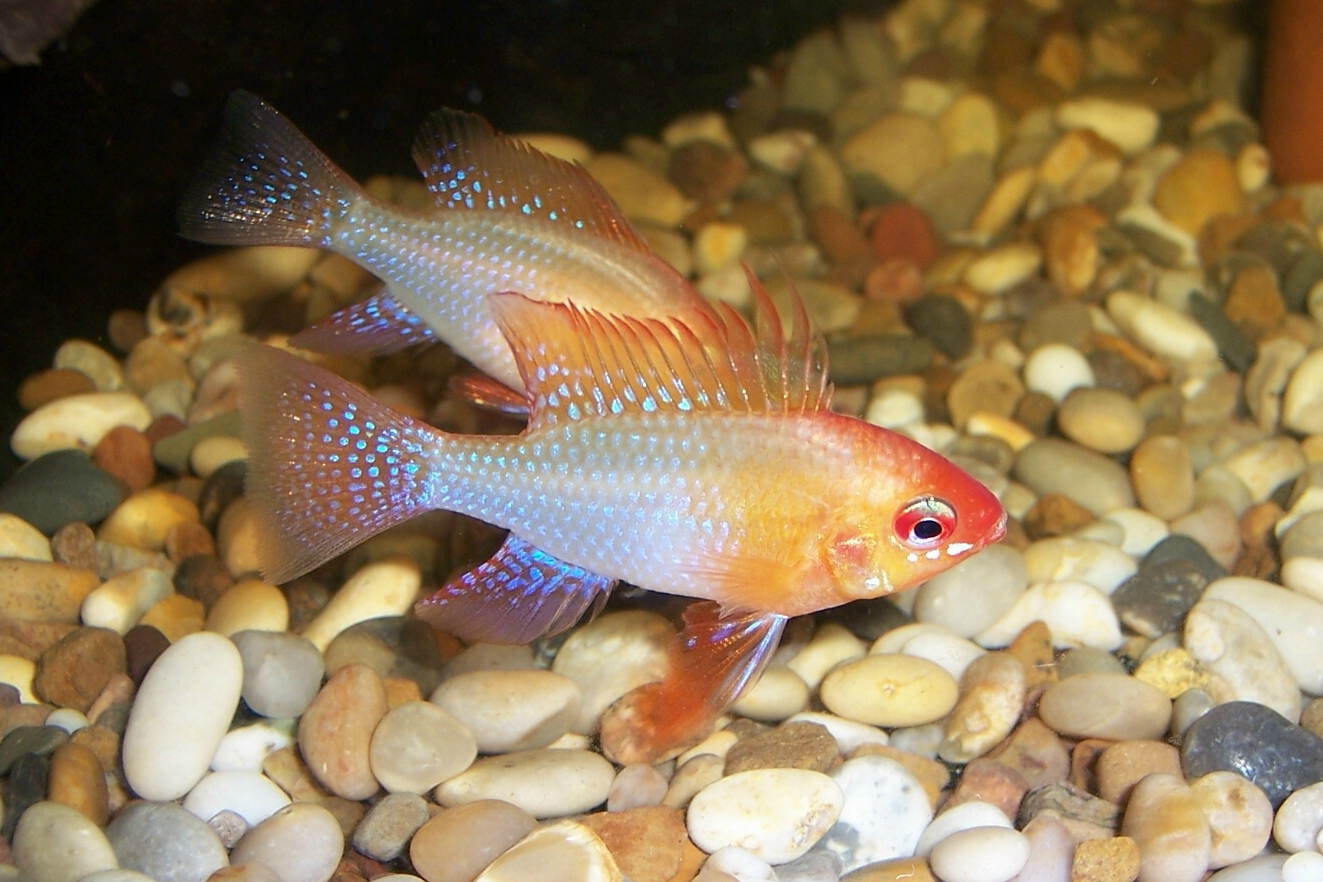
Апистограмма Рамиреса
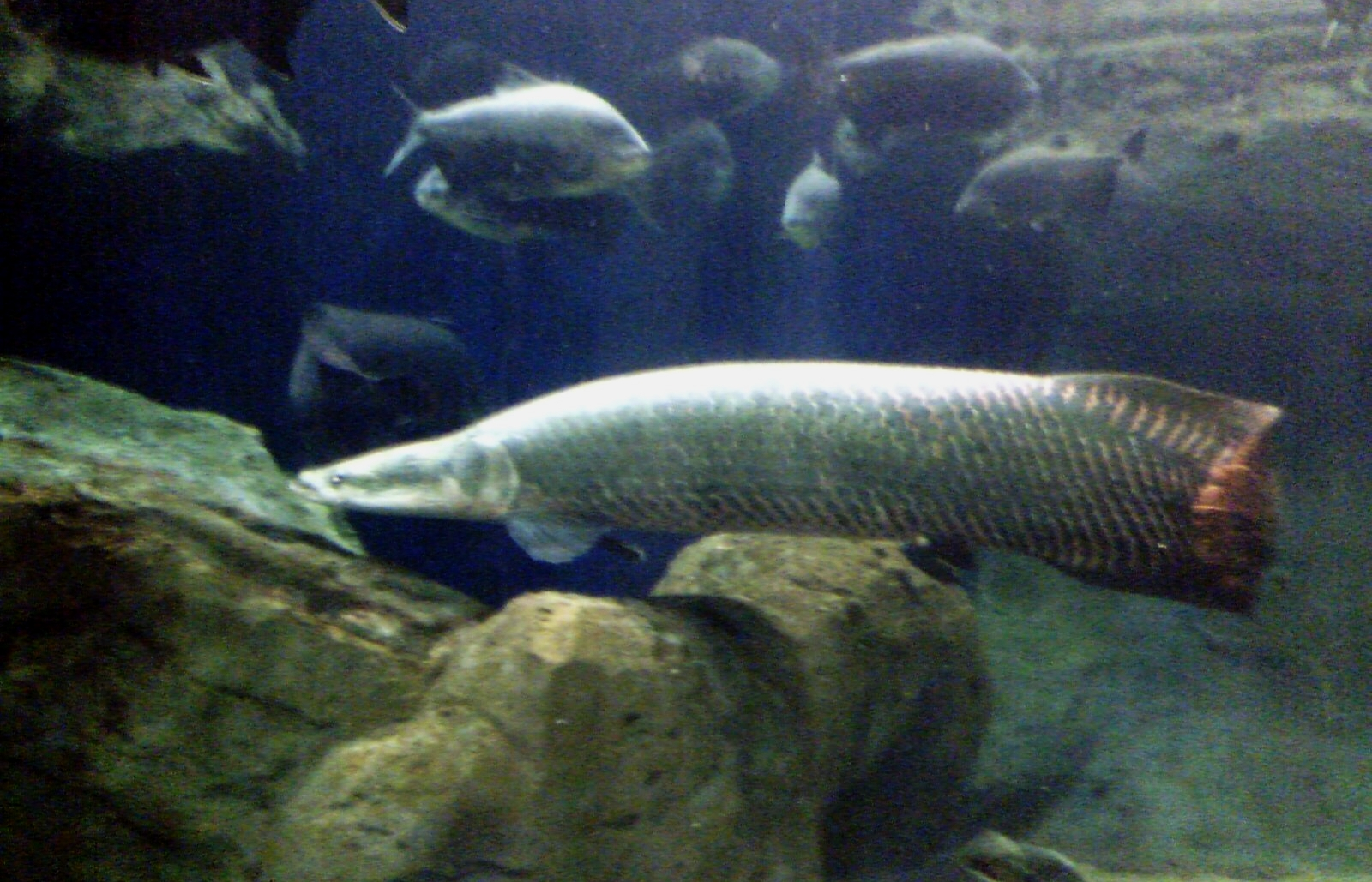
Арапайма, (Arapaima gigas) — крупнейшая пресноводная рыба в мире.
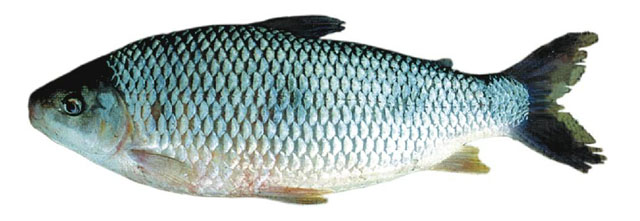
Megaleporinus obtusidens[англ.]
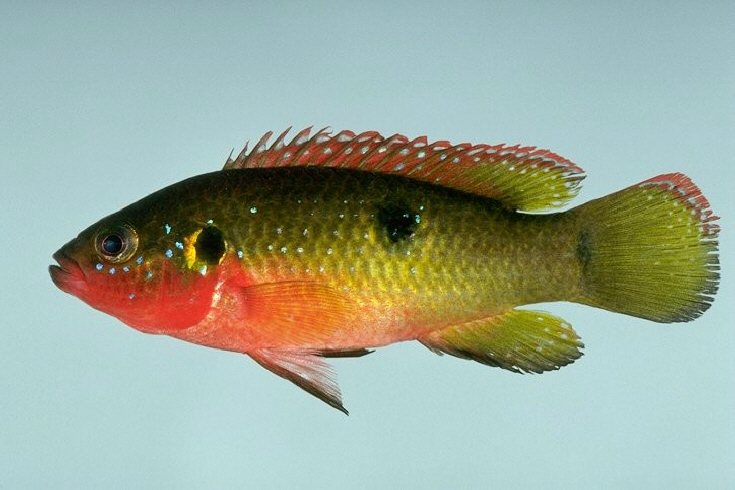
Hemichromis letourneuxi[англ.]

## Моллюски
Колумбии имеется более 80 родов пресноводных моллюсков.

### Gastropoda
Gastropoda Cuvier, 1797
Helicinidae
- Alcadia (Microalcadia) — 4 вида в Колумбии[8]

Cyclophoridae Gray, 1847
- Cyclotus Swainson, 1840
- Calacyclotus Bartsch, 1942
- Filocyclus Bartsch, 1942

Megalomastomidae Kobelt, 1902
- Aperostoma Troschel, 1847

Poteriidae Gray, 1850
- Buckleyia Higgins, 1872
- Calaperostoma Pilsbry, H. A., [1935]
- Poteria Gray, 1850
- Neocyclotus Fischer & Crosse H., 1886

Ampullaridae Guilding, 1828
- Marisa Gray, [1824]
- Pomacea Perry, 1811

Arionidae Gray, 1840
- Arion Férussac, 1819
- Arion intermedius Normand, 1852 — включен[6]

Philomycidae Gray, 1847
- Philomycus Rafinesque, 1820

Scolodontidae Baker, [1925]
- Hirtudiscus Hylton-Scott, 1973[9]
  - Hirtudiscus boyacensis Hausdorf, 2003[9]
  - Hirtudiscus comatus Hausdorf, 2003[9]
  - Hirtudiscus curei Hausdorf, 2003[9]
  - Hirtudiscus hirtus Hylton Scott, 1973[9]

Camaenidae Pilsbry, H. A., 1895
- Labyrinthus Beck, 1837
- Isomeria Albers, 1850
- Pleurodonte Fischer von Waldheim, 1807
- Solaropsis Beck, 1837

Helicidae Rafinesque, 1815
- Helix L., 1758
  - Cornu aspersum (O. F. Müller, 1774) — включен[6] (not counted as genus in this list)

Xanthonychidae Strebel & Pfeiffer, 1879
- Leptarionta Crosse H. & Fischer, 1872

Euconulidae Baker, 1928
- Habroconus Fischer & Crosse H., 1872

Agriolimacidae Wagner, 1935
- Deroceras Rafinesque, 1820
  - Deroceras laeve (O. F. Müller, 1774) — включен[6]
  - Deroceras panormitanum (Lessona & Pollonera, 1882) — интродуцирован[6]
  - Deroceras reticulatum (O. F. Müller, 1774) — интродуцирован[6]

Boettgerillidae Van Goethem, 1972
- Boettgerilla Simroth, 1910
  - Boettgerilla pallens Simroth, 1912 — включен[6]

Limacidae Rafinesque, 1815
- Lehmannia Heynemann, 1863
  - Lehmannia valentiana (A. Férussac, 1822) — включен[6]
- Limax L., 1758

Polygyridae Pilsbry, H. A., 1894
- Giffordius Pilsbry, H. A., 1930

Thysanophoridae Pilsbry, H. A., 1926
- Thysanophora Strebel & Pfeffer, 1880

Sagdidae Pilsbry, H. A., 1895
- Lacteoluna Pilsbry, H. A., 1926

Succineidae Beck, 1837
- Succinea Draparnaud, 1805
- Omalonyx Orbigny, 1841

Milacidae Ellis, 1926
- Milax Gray, 1855
  - Milax gagates (Draparnaud, 1801) — включен[6]

Pristilomatidae
- Hawaiia minuscula (Binney, 1840) — включен[6]

Vitrinidae Fitzinger, 1833
- Hawaiia Gude, 1911
- Oxychilus Fitzinger, 1833
  - Oxychilus alliarius (Miller, 1822) — включен[6]
- Vitrea Fitzinger, 1833
  - Vitrea contracta (Westerlund, 1871) — включен[6]

Zonitidae Mörch, 1864
- Hyalinia Agassiz, 1837

Achatinidae Swainson, 1840
- Achatina Lamarck, 1799

Ferussaciidae
- Cecilioides Ferussac,1814

Subulinidae Crosse H. & Fischer, 1877
- Subulina Beck, 1837
- Leptinaria Beck, 1837
- Opeas Albers, 1850
- Obeliscos Beck, 1837
- Rodea H. Adams et A. Adams, 1855
- Synapterpes Pilsbry[англ.], H. A., 1896

Orthalicidae
- Bulimulus Leach, 1814
- Simpulopsis Beck, 1837
- Thaumastus Albers, 1860
- Naesiotus Albers, 1850
- Drymaeus Albers, 1850
- Auris Spix, 1827
- Dryptus Albers, 1860
- Stenostylus Pilsbry, H. A., 1898
- Plekocheilus Guilding, 1828
- Orthalicus Beck, 1837
- Corona Albers, 1850
- Hemibulimus Martens, E. von., 1885
- Porphyrobaphe Shuttleworth, 1856
- Sultana Shuttleworth, 1856

Cerionidae Pilsbry, H. A., 1901
- Cerion Röding, 1798

Microceramidae Pilsbry, H. A., 1903
- Microceramus Pilsbry, H. A. & Vanatta, 1898

Clausiliidae Mörch, 1864
- Clausilia Draparnaud, 1805
- Nenia H. Adams et A. Adams, 1855
- Columbinia Polinski, 1924

Spiraxidae Baker, 1939
- Euglandina Fischer & Crosse H., 1870
- Pseudosubulina Strebel & Pfeffer, 1882

Charopidae Hutton, [1884]
- Radiodiscus Pilsbry, H. A. & Ferris, [1906]
- Lilloiconcha Weyrauch, 1965
  - Lilloiconcha gordurasensis (Thiele, 1927)
  - Lilloiconcha costulata Hausdorf, 2005[10]
  - Lilloiconcha laevigata Hausdorf, 2005[10]

Punctidae Morse, 1864
- Paralaoma Iredale, [1913]
- Paralaoma servilis (Shuttleworth, 1852) — включен[6]

Systrophiidae Thiele, 1926
- Systrophia Pfeiffer, 1855
- Guestieria Crosse H., 1872
- Happia Bourguignat, 1889
- Miradiscops Baker, [1925]

Streptaxidae Gray, 1806
- Streptaxis Gray, 1837
- Streptostele Dohrn, 1866

Megalobulimidae Leme, 1973
- Megalobulimus Miller, 1878

Strophocheilidae Thiele, 1926
- Strophocheilus Spix, 1827

Pupillidae Turton, 1831
- Pupoides Pfeiffer, [1854]

Vertiginidae Fitzinger, 1833
- Gastrocopta Wollaston, 1878
- Vertigo Müller, 1774
- Pupisoma Stoliczka, 1873

Strobilopsidae Pilsbry, H. A., 1893
- Strobilops Pilsbry, H. A., 1893

Valloniidae Morse, 1864
- Vallonia Risso, 1826

## Насекомые

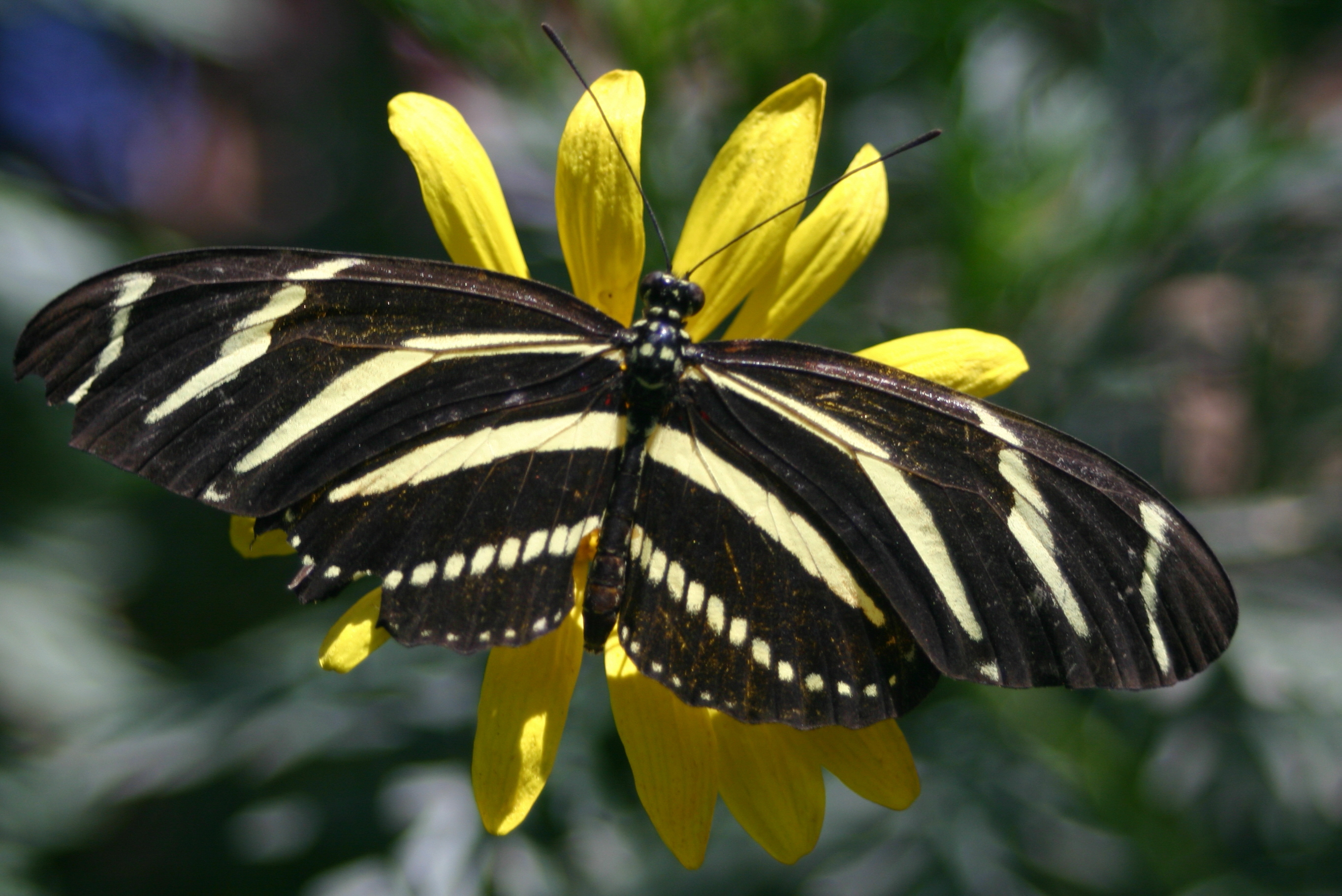
Heliconius charithonia
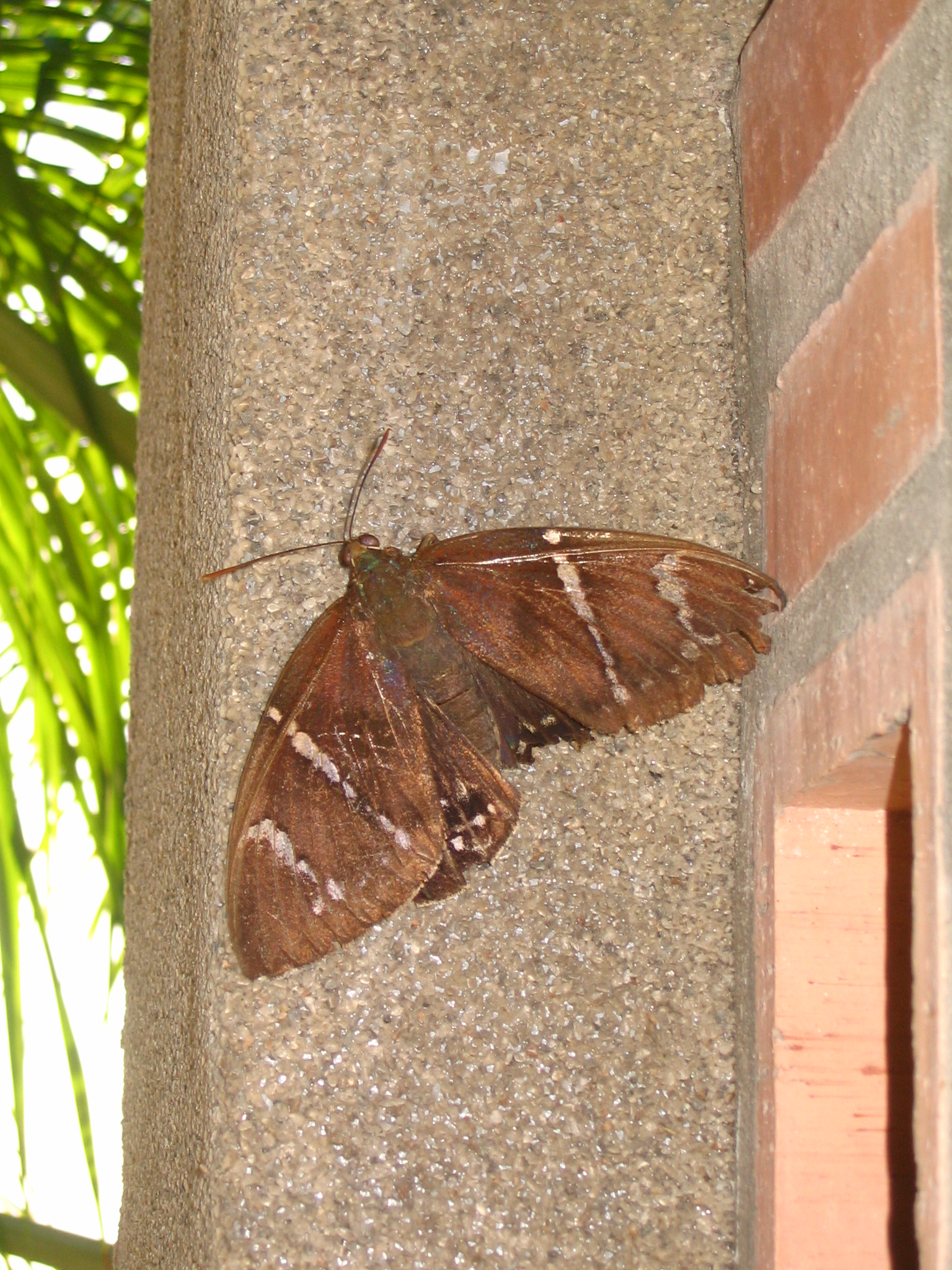
Hedylidae
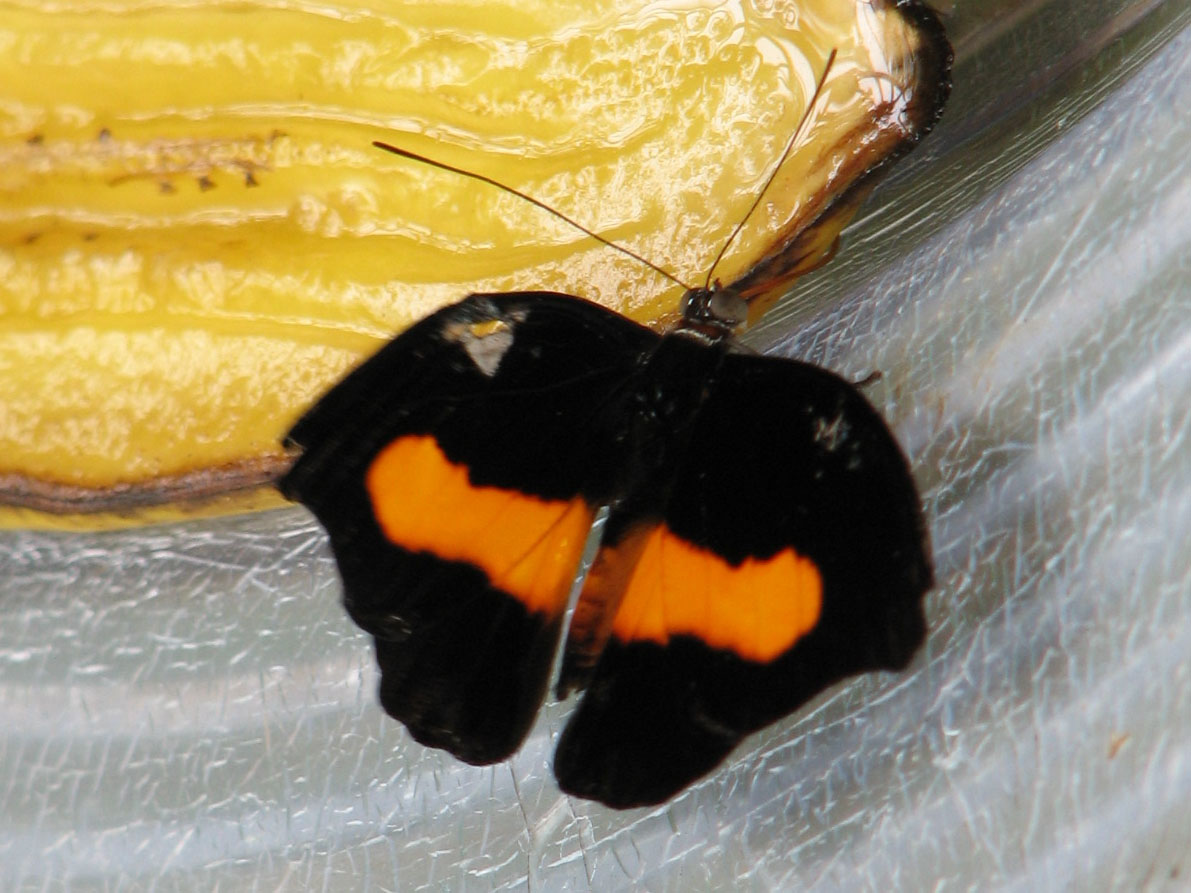
Catonephele orites
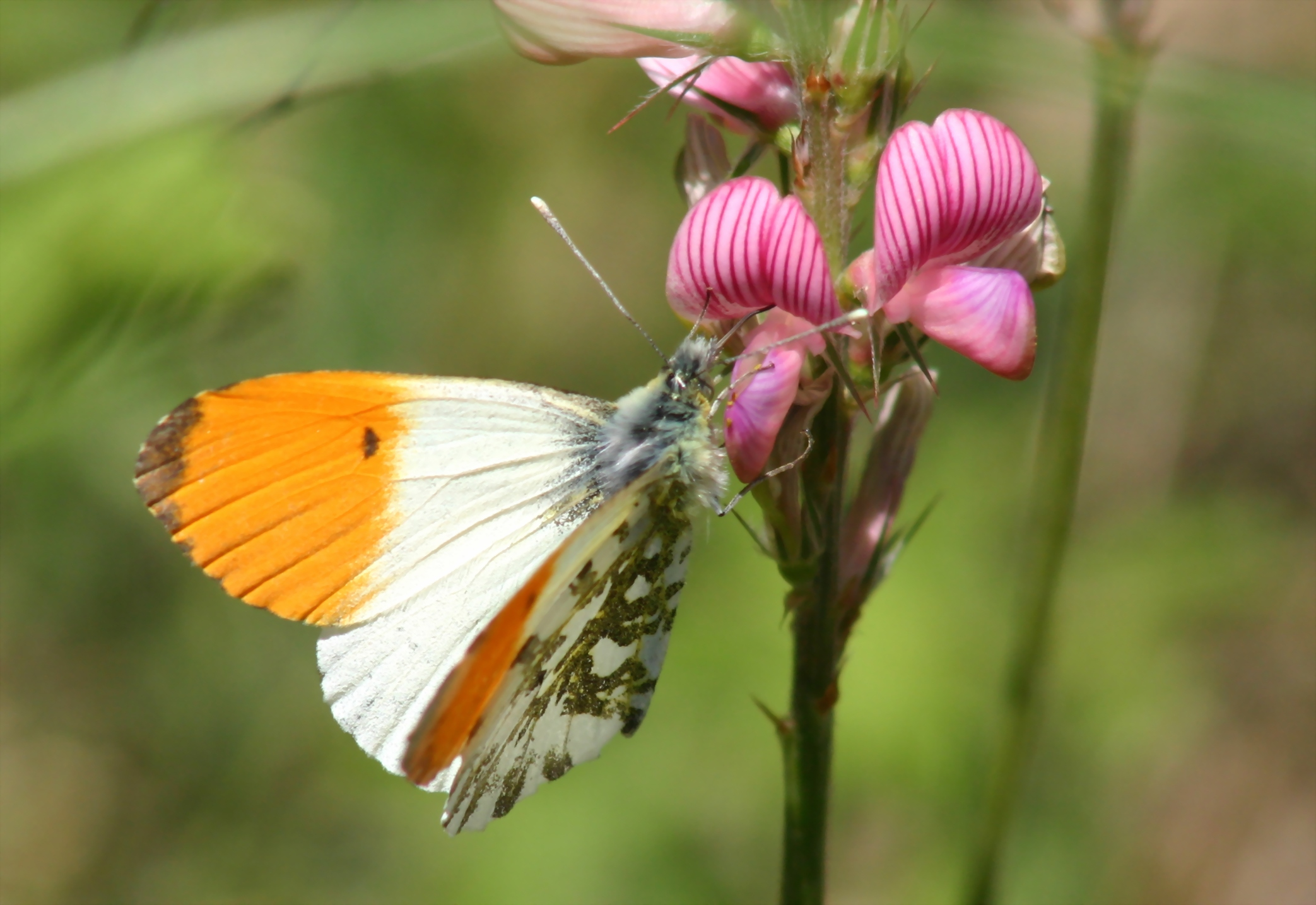
Anthocharis cethura catalina[англ.]
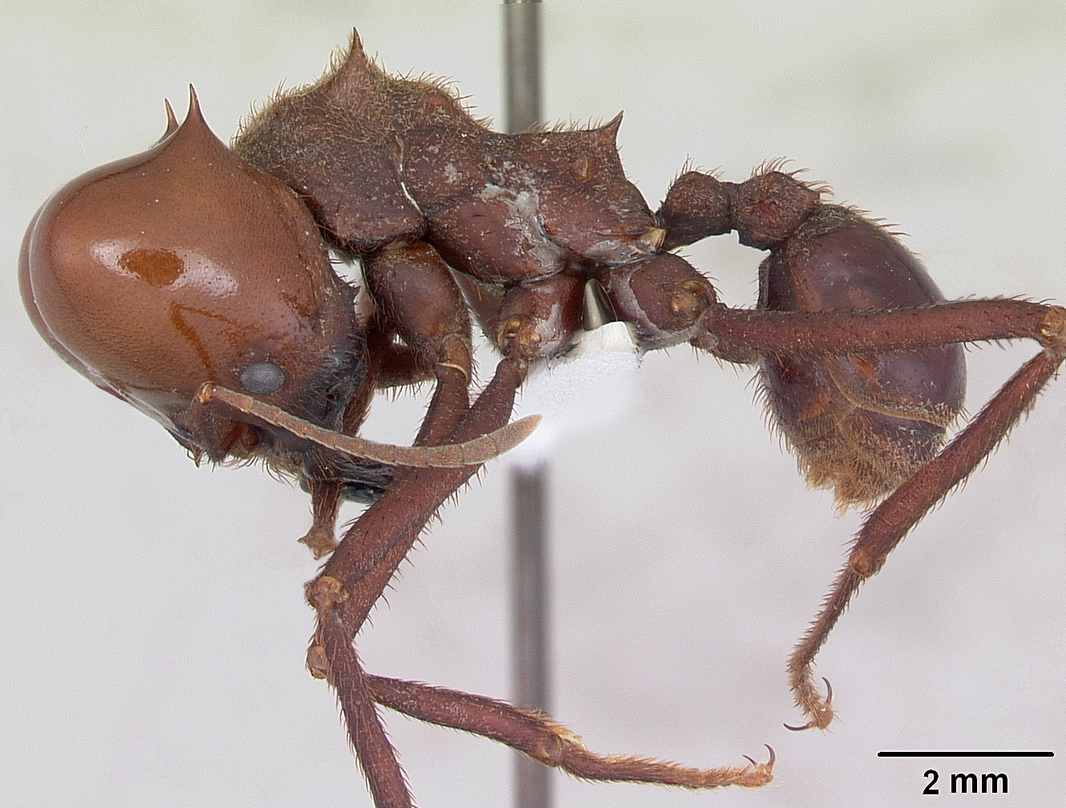
Atta laevigata